# Hoàng hậu
Hoàng hậu (chữ Hán: 皇后; Kana: こうごうKōgō; Hangul: 황후Hwang Hu; tiếng Anh: Empress consort) là danh hiệu dành cho chính thê của Hoàng đế, bởi Hoàng đế sách lập. Danh hiệu này tồn tại trong thế giới đồng văn Đông Á, bao gồm Trung Quốc, Nhật Bản, Hàn Quốc và Việt Nam.
Hoàng hậu nắm giữ đại quyền hậu cung, là người duy nhất được cử hành nghi thức đại hôn với Hoàng đế. Phi tần có con trai được phong Thái tử cũng không thể trở thành Hoàng hậu nếu như chính thất Hoàng hậu của Hoàng đế vẫn còn tại vị, chỉ được tôn làm Hoàng thái hậu sau khi con lên ngôi và nhận thụy hiệu Hoàng hậu sau khi mất.
Trong ngôn ngữ Việt Nam, [Hoàng hậu] thường chỉ chung [vợ của Vua], từ Quốc vương đến Hoàng đế. Trên thực tế, vợ của Quốc vương gọi là Vương hậu (王后), chữ 「Vương; 王」tiếng Trung đọc hơi giống chữ 「Hoàng; 皇」nên mới xảy ra hiểu lầm. Ngoài ra nhiều người nhầm lẫn Nữ hoàng (女皇) với Hoàng hậu. Điều này khá sai lệch, vì danh xưng Nữ hoàng dùng để chỉ Hoàng đế nữ của một quốc gia (như Lý Chiêu Hoàng của lịch sử Việt Nam hay Võ Tắc Thiên của lịch sử Trung Quốc), không phải vợ của Hoàng đế nam.

## Lịch sử

### Đông Á
Thời cổ Trung Hoa, các vị thủ lĩnh bộ tộc được gọi là Hậu (后), do đó các vua cổ đại khi còn sống thì gọi là Hậu như Hậu Nghệ hoặc Hậu Tắc, khi qua đời thì gọi là Đế (帝). Đến đời nhà Thương, các vị Vua được gọi là Vương (王), và dùng từ Hậu cho chính thê của Vương, sau này được gọi là Vương hậu để phân biệt với Hoàng hậu. Khi Tần Thủy Hoàng lập ra nhà Tần, ông thiết lập nên danh hiệu Hoàng đế cao quý nhất dành cho quốc chủ của một Đế quốc rộng lớn, thì chính thất của Hoàng đế từ đó cũng được gọi là Hoàng hậu.
Đến khi nhà Hán thiết lập, Lưu Bang lập vợ cả của ông là Lã Trĩ làm Hoàng hậu, hình thành truyền thống danh hiệu "vợ Vua" cao quý nhất trong các quốc gia Đông Á. Nhà Hán thành lập chư hầu mang tước Vương, các chính thê của một Vương chỉ có thể gọi là Vương hậu, còn danh hiệu Hoàng hậu chỉ có thể dùng để gọi chính thê của một Hoàng đế.
Hoàng hậu hiện nay của Nhật Bản là Masako. Trước đó, Michiko, là Hoàng hậu đúng nghĩa duy nhất trên thế giới (bà trở thành Thượng Hoàng hậu vào ngày 30 tháng 4 năm 2019 sau khi chồng bà là Thượng hoàng Akihito thoái vị cùng ngày).

### Châu Âu
Chính thê của một quân chủ ngoài Trung Quốc, mang những danh hiệu tương đương với Hoàng đế như Sa Hoàng của Đế quốc Nga, Hoàng đế La Mã thần thánh của Thánh chế La Mã; hay Thiên hoàng của Nhật Bản, cũng đều được gọi là Hoàng hậu, tức [Empress]. Dựa theo tiếng Pháp, nó được ghi là [Imperatrice].
Vốn dĩ, từ [Empress] trong tiếng Anh là dạng nữ hóa của [Emperor; Hoàng đế], tức Nữ hoàng - người phụ nữ trị vì một Đế quốc hoặc Hoàng triều (nghĩa của từ [Empress] là "người phụ nữ quyền lực nhất"). Sang Châu Á, từ này được dùng luôn cho Hoàng hậu, vợ của Hoàng đế dù giữa Nữ hoàng và Hoàng hậu có sự khác biệt lớn. Sau này, văn học thêm từ [Consort; tức "hậu phi"] đằng sau danh hiệu [Empress] để phân biệt Hoàng hậu với Nữ hoàng, nên Hoàng hậu được gọi đầy đủ là [Empress Consort].
Các quốc gia hiện tại, như Vương quốc Liên hiệp Anh và Bắc Ireland, Thái Lan, Thụy Điển,... đều chỉ là Vương quốc, các quốc chủ xưng [Vương; King], do đó phối ngẫu của họ chỉ có thể gọi là Vương hậu hoặc Vương phi (dịch từ danh hiệu Princess Consort).

### Những tước vị đăng đối
Danh vị [Hoàng hậu] có thể dịch đối với một số tước vị tương tự, vợ của các quốc chủ thuộc những quốc gia thuộc các nhóm Trung-Nam Á hoặc Đông Âu khác. Ví dụ:
- Basilinna: nguyên ngữ [βασιλίννα], danh hiệu dành cho các vợ của Basileus thời Hy Lạp cổ đại.
- Augusta: nguyên ngữ [αὐγούστα], là vinh hiệu dành cho các Hoàng hậu của Đế quốc La Mã và Đế quốc Byzantine.
- Padshah Begum: nguyên ngữ [بیگم پادشاه], danh hiệu dành cho vợ cả của các Hoàng đế của Đế quốc Mogul.
- Haseki sultan: nguyên ngữ [خاصکى سلطان], danh hiệu dành cho vợ cả của các Sultan cai trị Đế quốc Ottoman.
- Bānbishnān bānbishn: có nghĩa [Queen of Queens] theo Anh ngữ, là vợ của các Šāhanšāh của Iran.

## Vai trò

### Trung Quốc
Trong truyền thống Đông Á nói chung và ở Trung Quốc nói riêng, Hoàng hậu được tôn kính bậc nhất chỉ sau Hoàng đế, mặc dù hầu hết quốc gia Châu Á không cho Hoàng hậu tham gia chính trị (gọi là "Hậu cung bất can chính").
Việc sách lập Hoàng hậu đối với các triều đình Đông Á và cả các quốc gia Tây phương đều được xem là chuyện quốc gia đại sự. Do lẽ đó, việc phế truất một Hoàng hậu cũng can dự đến ảnh hưởng chính trị, đặc biệt là sự tồn vong của ngoại thích. Trên nguyên tắc, Hoàng đế là người thống trị tối cao của một Đế quốc, mà Hoàng hậu là đứng đầu hậu cung, do vậy địa vị hoàn toàn khác với phi tần. Nói cách khác, Hoàng hậu được coi là chủ nhân của các phi tần.
Hoàng Hậu ở lễ nghi cùng Hoàng đế bình đẳng, ra cùng xe, nhập cùng tòa. Vào thời nhà Hán, đơn vị phục vụ Hoàng hậu gọi là Hoàng hậu Tam khanh (皇后三卿), phụ trách quản lý hậu cung, lý luận với Hoàng đế số lượng Tần ngự. Hậu cung có bao nhiêu Nữ quan, Cung nữ đều dưới quyền quản lý của Hoàng hậu. Bên cạnh công việc hậu cung, Hoàng hậu cũng quản lý các vấn đề trong Phủ của các Hoàng tử, do đó cũng nhận được triều kiến của các Hoàng tử phi, hoặc Mệnh phụ phu nhân bên ngoài triều. Nhiều triều đại quen lấy Hoàng hậu là tấm gương, gọi là 「Phụ nữ phong phạm đích Biểu suất; 婦女風範的表率」
Các vị Hoàng tử do Hoàng hậu sinh ra được gọi là Đích tử (嫡子), thân phận cao quý hơn các Hoàng tử của phi tần và cũng là ứng cử viên sáng giá cho ngôi vị Hoàng thái tử của Hoàng đế. Các Hoàng nữ do Hoàng hậu sinh cũng là Đích công chúa (嫡公主), được hưởng của hồi môn và quy tắc thông thường đều hơn các Hoàng nữ là con gái của phi tần. Hoàng hậu còn là [Hoàng đích mẫu; 皇嫡母] của những người con do các vị phi tần khác sinh. Do Hoàng hậu là Đích mẫu của tất cả Hoàng tử và Hoàng nữ nên tất cả con của Hoàng đế đều gọi Hoàng hậu là Mẫu hậu (母后), gọi Sinh mẫu là Mẫu phi (母妃) hoặc Mẫu thân (母親).
Thời nhà Thanh, con của Hoàng đế gọi Hoàng hậu tức Đích mẫu là Hoàng hậu Ngạch niết (皇后額捏), còn Sinh mẫu chỉ được gọi Ngạch niết (額捏). Từ "Ngạch niết" này qua chữ Hán chính là "Mẫu phi", như Ung Chính Đế gọi Nghi phi là "Nghi phi mẫu phi", hoặc Càn Long Đế gọi Thuần Khác Hoàng quý phi là "Dụ Quý phi mẫu phi", Gia Khánh Đế gọi Uyển Quý phi là "Uyển Thái phi mẫu phi" (Xem chi tiết ở bài Hậu cung nhà Thanh).

### Việt Nam
Trong lịch sử Việt Nam, danh hiệu Hoàng hậu chỉ chính thức ghi chép từ thời nhà Đinh. Sau 3 triều Đinh - Tiền Lê - Lý đều lập nhiều Hoàng hậu, thì nhà Trần và nhà Hậu Lê về sau chỉ lập duy nhất một Hoàng hậu tại vị.
Triều đại nhà Nguyễn, phỏng theo lệ thời Lê Sơ, rất ít khi quyết định lập Hoàng hậu, cao nhất chỉ là Hoàng quý phi. Tuy nhiên, nhà Nguyễn cũng có Hoàng hậu sắc phong khi còn sống, đó là trường hợp của 3 vị: Thừa Thiên Cao Hoàng hậu Tống thị, Lệ Thiên Anh hoàng hậu Vũ thị và Nam Phương hoàng hậu Nguyễn Hữu thị, cả ba đều được phong danh vị Hoàng hậu khi còn sống. Đặc biệt là Lệ Thiên Anh hoàng hậu, bà là nguyên phối của Tự Đức Đế, được di chiếu tôn làm Hoàng hậu, Hiệp Hòa kế vị đã theo di chiếu, cộng gọi nơi ở (khi ấy bà đang ở Khiêm lăng) nên gọi là 「Khiêm Hoàng hậu; 謙皇后」. Bà trở thành Hoàng hậu đặc biệt, khi được tấn phong Hoàng hậu dù chồng đã qua đời.
Ngoài ra tại Việt Nam, một số vị nữ thần cũng được dân gian tôn phong hoặc triều đình sắc phong với danh hiệu Hoàng hậu.

### Nhật Bản
Quân chủ của Hoàng gia Nhật Bản tự xưng Thiên hoàng, vợ của Thiên hoàng là Hoàng hậu (Kōgō; こうごう).
Từ thời Heian, danh vị Hoàng hậu đôi khi còn gọi là Trung cung (Chūgū; 中宮; ちゅうぐう), vì Thiên hoàng Murakami lập Nữ ngự Fujiwara no Anshi (藤原安子; Đằng Nguyên An Tử) làm Trung cung, đồng vị với Hoàng hậu. Về sau, Thiên hoàng Ichijō bị Fujiwara no Michinaga ép buộc, khai sinh ra 「Nhất Đế nhị Hậu; 一帝二后」, liền đem Trung cung tách ra khỏi Hoàng hậu thành một danh vị riêng biệt, trở thành một danh vị ngang bằng với Hoàng hậu, tạo nên hiện trạng Thiên hoàng có thể có hai chính phối. Theo đó thành lệ, các vị Thiên hoàng thường lập nguyên phối làm Trung cung trước, nếu về sau vị chính phối thứ hai được lập, thì đem vị Trung cung đã lập từ trước chính thức sách lập làm Hoàng hậu, và lập vị chính phối thứ hai làm Trung cung.
Từ trung kỳ thời Heian đến Thời kỳ Kamakura, danh hiệu Hoàng hậu trở thành một loại vinh hàm, thỉnh thoảng dùng để phong cấp cho các Cô mẫu cùng các Chuẩn mẫu của Thiên hoàng hoặc các Nội thân vương chưa lập gia đình. Đó là từ cổ ngôn trong hoàng thất Nhật Bản: 「非天皇配偶或血親者也可宣下為后; "Phi Thiên hoàng phối ngẫu hoặc huyết thân giả dã khả Tuyên hạ vi Hậu"」, có nghĩa là dẫu trên thực tế không phải thê tử của Thiên hoàng vẫn có khả năng tôn xưng làm Hoàng hậu. Nếu chỉ là tôn xưng, thì người được tôn xưng không cần phải thực hiện chức trách của một Hoàng hậu, mà chỉ hưởng đãi ngộ và quyền lực của Hoàng hậu hoặc Trung cung mà thôi. Khi đó, Thiên hoàng Horikawa băng ngự khi mới 29 tuổi, kế vị là Thiên hoàng Toba, còn quá nhỏ tuổi (mới 4 tuổi), vì vậy trong huấn mệnh của Thiên hoàng Shirakawa, đã mệnh lệnh Lệnh Tử Nội thân vương (令子內親王) làm Hoàng hậu. Từ đó, Hoàng thất Nhật Bản khai sinh ra thời kì Hoàng hậu với Thiên hoàng có thể không phải vợ chồng mà là cô cháu, chị em hoặc anh em. Đó gọi là chế độ 「Hoàng hậu cung; 皇后宮」
Do vấn đề tiền tài cho việc sắc lập Hoàng hậu lẫn Trung cung, từ Thời kỳ Muromachi trở về sau thì Thiên hoàng hầu như không lập Hoàng hậu và Trung cung nữa. Đến thời Edo, con gái của Tokugawa Hidetada là Tokugawa Masako (徳川和子; Đức Xuyên Hòa Tử) trở thành vợ của Thiên hoàng Go-Mizunoo, vì để duy trì thể diện nên Mạc phủ Edo tăng tiền cung cấp phí sinh hoạt cho triều đình, đã có thể sắc lập Tokugawa Masako làm Hoàng hậu. Dù vậy, hoàng gia Nhật Bản thời Edo vẫn duy trì truyền thống chỉ lập Nữ ngự (女御; にょうご) là vị trí tôn quý nhất, nguyên nhân chính vẫn là do vấn đề kinh tế hoàng gia.

### Hàn Quốc và Triều Tiên
Trong lịch sử Hàn Quốc, nhà Cao Ly và nhà Triều Tiên không xưng Hoàng đế, nên các chính thê chỉ là Vương hậu hoặc Vương phi.
Thời Triều Tiên, hậu cung của Quốc vương được gọi là Nội mệnh phụ. Đứng đầu Nội mệnh phụ là Vương phi, hay được giản xưng gọi là Trung điện. Sau khi qua đời, các Vương phi sẽ được truy phong thành Vương hậu. Triều Tiên Vương phi đối với quản lý hậu cung có quyền lực rất cao, thậm chí cả Quốc vương lẫn Vương đại phi cũng không thể tự tiện can thiệp công việc của Vương phi, ngay cả việc sắc phong Tần ngự và định huy hiệu cũng là từ Vương phi định ra rồi ban hạ.
Khi Triều Tiên Cao Tông lên ngôi Hoàng đế do chính quyền Nhật Bản bảo hộ, lập nên Đế quốc Đại Hàn. Để ứng với danh vị mới Hoàng đế, Cao Tông đã truy tặng cho người vợ Mẫn phi đã quá cố của ông làm Hoàng hậu, đó là Minh Thành Thái hoàng hậu nổi tiếng trong lịch sử.
Hoàng hậu duy nhất được sắc phong khi còn sống, và cũng là Quốc mẫu cuối cùng của lịch sử Hàn Quốc là Thuần Trinh Hiếu hoàng hậu.

### Các quốc gia Châu Âu và Trung Nam Á
Tại Châu Âu, tình trạng Đế quốc tương đối không phổ biến, đáng kể nhất chỉ gồm Đế quốc La Mã, Đế quốc Byzantine, Thánh chế La Mã, Đế quốc Pháp, Đế quốc Áo-Hung, Đế quốc Nga và Đế quốc Đức.
Tại các quốc gia này, hôn phối của các [Emperor; Hoàng đế] đều như nhau là [Empress; Hoàng hậu]. Các Hoàng hậu của Đế quốc La Mã có thể được tôn xưng kèm danh vị cao quý của người La Mã, Augusta. Còn các Hoàng hậu của Thánh chế La Mã thường được tôn xưng kèm danh vị [Queen of the Germans; Vương hậu của người Đức], sau là [Queen of the Romans; Vương hậu của người La Mã]; cùng một số tước vị đi kèm của người chồng được bầu cử trở thành Hoàng đế của Thánh chế. Danh vị [Empress] tại các quốc gia này luôn hiện hữu thực tế, không có trường hợp truy phong (tặng tước vị sau khi đã mất) như các quốc gia Đông Á.
Địa vị của các [Empress] trong hoàng thất, cũng tương tự như Vương hậu, đều mang tính tượng trưng và đều như nhau không có thực quyền về chính trị. Tuy vậy, sự ảnh hưởng qua hình ảnh ngoại giao, cũng như địa vị cố vấn cho chồng giúp các [Empress] được tôn kính và vị nể trong triều đình hoàng thất. Khi các [Emperor] vắng mặt hoặc còn quá nhỏ tuổi để trị vì, các [Empress] có quyền tạm quyền, gọi là nhiếp chính. Ví dụ như Maria Leopoldina nước Áo nhiếp chính khi chồng bà là Pedro I của Brasil vắng mặt; Hoàng hậu Eugenia xứ Montijo cũng từng nhiếp chính khi chồng bà Napoleon III ủy quyền.
Tương tự các quốc gia Châu Âu, các Hoàng hậu của Đế quốc Ottoman cùng Mughal cũng có thể tham gia chính trị thông qua sự ảnh hưởng lên chồng mình. Thể hiện rõ nhất gồm Hurrem Sultan, vợ của Suleiman I và Nur Jahan, vợ của Hoàng đế Jahangir.

## Vấn đề liên quan

### Biệt xưng
Trong văn thứ các quốc gia đồng văn dùng chữ Hán, có rất nhiều những tên gọi ám chỉ danh vị Hoàng hậu cùng Hoàng thái hậu, do muốn câu văn được uyển chuyển hơn - một yêu cầu của văn thư. Do đó, trong lịch sử cổ điển Hoa Hạ sinh ra rất nhiều biệt xưng nhằm ám chỉ trong câu văn.
- Tiêu phòng (椒房): thời nhà Hán, tẩm cung của Hoàng hậu dùng ớt bột mà quét vách tường, ý là sưởi ấm tránh ma quỷ, cũng có hàm ý "Nhiều con", hi vọng Trung cung sinh ra Đích tử. Bởi vậy từ "Tiêu Phòng" thường hay dùng để gọi kiêng nể ám chỉ Hoàng hậu, thậm chí nhà Hán còn lấy tên Tiêu Phòng làm Trung cung điện dành cho Hoàng hậu, chính là Tiêu Phòng điện (椒房殿), ngụ tại Vị Ương cung.
- Trường Thu (長秋), Khôn Ninh (坤寧): dạng từ ám chỉ tương tự Tiêu Phòng. Trường Thu là tên chính điện của Hoàng hậu triều Đông Hán, còn Khôn Ninh là chính vị của Hoàng hậu thời nhà Minh và nhà Thanh[1].
- Trung cung (中宮): cũng gọi Chính cung (正宮), nguyên là vì tẩm cung của Hoàng hậu thời cổ thường là nằm ở giữa hậu cung, bởi vậy từ đó trở thành từ dùng ám chỉ Hoàng hậu[2].
- Thiên hạ mẫu (天下母), Thiên địa mẫu (天地母): những cụm từ thần thánh hóa vị trí Hoàng hậu.
- Nguyên hậu (元后): cũng gọi Nguyên đích (元嫡), là danh từ dùng để gọi Hoàng hậu là nguyên phối, người vợ chính thức đầu tiên của Hoàng đế. Trong quan niệm triều đình Đông Á, chỉ có nguyên phối Hoàng hậu mới đủ tư cách phối thờ song song với Hoàng đế. Dùng để phân biệt với Kế hậu (繼后).
- Khôn cực (坤極), Khôn vị (坤位): biệt xưng vị trí Trung cung. Vì Hoàng hậu lĩnh đầu nữ giới, biểu thị của quẻ Khôn, đối ứng với Hoàng đế là quẻ Càn.
- Thánh nhân (聖人): biệt xưng dành cho Hoàng hậu thời nhà Tống[3][4].
- Quốc mẫu (國母): biệt xưng dành cho Hoàng hậu, Hoàng thái hậu. Ý là ["Toàn quốc chi mẫu"; 全國之母][5][6].
- Tiểu quân (小君), Tử đồng (梓童): các khiêm xưng của Hoàng hậu, Hoàng thái hậu, hoặc Hoàng đế đối với Hoàng hậu mà gọi. Cách gọi này là ảnh hưởng từ cách gọi ["Quân phu nhân"; 君夫人] dành cho các chính thất phu nhân của chư hầu thời nhà Chu[7][8].
- Hoàng tỷ (皇妣): chỉ dùng trong tế văn của các Hoàng hậu và Hoàng thái hậu. Chữ [妣] có nghĩa là "Người mẹ đã mất", chỉ dùng cho Hoàng hậu hoặc Hoàng thái hậu là Đích mẫu và Sinh mẫu, và phải có quan hệ huyết thống chính pháp. Nếu là Hoàng đế nhập Tự (dòng thứ kế thừa và nhận Tiền nhiệm Hoàng đế làm cha), thì không thể dùng chữ này để gọi mẹ ruột. Tương tự cha ruột của họ cũng không thể dùng chữ [Khảo; 考].

### Sách lập
Hoàng hậu là danh vị cao quý, do Hoàng đế lập nên, gọi là Sách lập (册立).
Đây là một sự kiện tối cao và trọng đại của một quốc gia Đông Á. Muốn sách lập Hoàng hậu, phải bày đại lễ, chiếu cáo thiên hạ, khắp chốn mừng vui, đồng thời còn có nghi thức long trọng hạng nhất chính thức lập Hậu. Ngoài lấy Chiếu thư (诏书) ban cáo thiên hạ, còn phải có Kim sách (金册) lẫn Ấn chương (印章) làm tín vật, khi ấy mới chính thức hóa vị trí Hoàng hậu của người được sách lập.
Nếu Hoàng đế trước khi đăng cơ đã có chính thất, thì thông thường đều trực tiếp phong chính thất làm Hoàng hậu. Một số trường hợp cá biệt, đa phần do gia thế của chính thất kèm theo tình hình chính trị, mà chính thất chỉ là phi tần, sau mới được lập Hậu, như Cung Ai hoàng hậu của Hán Tuyên Đế, Quang Liệt Âm Hoàng hậu của Hán Quang Vũ Đế hay Chính thất Chân phu nhân của Tào Ngụy Văn Đế.

### Định số
Trung Quốc lịch đại Hoàng đế, coi Càn-Khôn là một đôi, cho nên Hoàng đế chỉ thường có một Hoàng hậu.
Nhưng thực tế trong lịch sử Trung Quốc, có một số triều đại do người Hồ lập nên, mô phỏng chính quyền Trung Hoa nhưng lại phá vỡ quy tắc một vợ một chồng trên danh nghĩa, do đó thường có hơn một Hoàng hậu cùng được sách phong. Tiêu biểu là Hán Triệu Chiêu Vũ Đế có 9 vị Hoàng hậu, trong cùng một thời gian có nhiều hơn một Hoàng hậu tại vị. Còn có Bắc Chu Tuyên Đế lập một lúc 5 vị Hoàng hậu, hay Bắc Tề Hậu Chủ luôn có 2 Hoàng hậu tại vị song song. Đến thời nhà Nguyên, các hoàng đế đều có rất nhiều Hoàng hậu, duy chỉ Chính thất Hoàng hậu (hay "Hoàng chính hậu") được nhận sách bảo và có lễ thứ khác biệt.
Các Hoàng đế Việt Nam vào thời gian đầu đều lập nhiều Hoàng hậu cùng lúc. Như Đinh Tiên Hoàng lập 5 Hoàng hậu; Lê Đại Hành lập 5 Hoàng hậu, Lê Long Đĩnh lập 4 Hoàng hậu. Không dừng lại ở đó, về sau Lý Thái Tổ lập 9 Hoàng hậu, Lý Thái Tông lập 8 Hoàng hậu, Lý Thánh Tông cũng lập 8 Hoàng hậu, Lý Nhân Tông trước lập 2 Hoàng hậu, sau lập thêm 3 người nữa, Lý Thần Tông lập 3 Hoàng hậu,...đến đời Lý Anh Tông, Lý Cao Tông và Lý Huệ Tông mới không thấy như vậy nữa.
Sử gia Lê Văn Hưu nói về việc này: 
| “                                                      | 天地並其覆載日月並其照臨故能生城萬物發育庶類亦猶皇后配儷宸極故能表率宫中化成天下自古秪立一人以主内治而已未聞有五其名者先皇無稽古學而當時帬臣又無匡正之者𦤶使溺私並立五后下至黎李二家亦多效而行之由先皇始唱其亂階也 . Trời đất cùng che chở, mặt trời mặt trăng cùng chiếu soi, mới sinh thành muôn vật, nảy nở mọi loài, cũng như Hoàng hậu sánh với ngôi Hoàng đế, cho nên mới có thể đứng đầu tiêu biểu cho nội cung, tác thành cho thiên hạ. Từ xưa chỉ lập (Hoàng hậu) một người để chủ việc nội trị mà thôi, chưa từng nghe nói lập đến 5 người. Tiên Hoàng không kê cứu cổ học, mà bầy tôi đương thời lại không có ai biết giúp sửa cho đúng, để đến nổi chìm đắm trong tình riêng, cùng lập 5 Hoàng hậụ Sau đến 2 triều Lê, Lý cũng phần nhiều bắt chước làm theo, ấy là do Tiên Hoàng khởi xướng sự rối loạn thứ bậc vậy. | ” |
| — Đại Việt sử ký toàn thư - Kỷ nhà Đinh, Tiên Hoàng Đế | |   |

### Tôn phong

#### Trưởng bối
Theo thường lệ, một Hoàng hậu tại vị không có huy hiệu nào. Về sau, Tống Thái Tông lấy niên hiệu Khai Bảo của Tống Thái Tổ để dâng cho Hoàng hậu Tống thị, tức là Khai Bảo hoàng hậu. Cuối cùng, nhà Minh tạo ra cách thức hoàn thiện cho trường hợp này, khi đó Hoàng đế kế nhiệm sẽ chọn 2 chữ huy hiệu dâng cho Hoàng hậu ấy, đó chính là trường hợp của Ý An hoàng hậu.
Khi Hoàng đế nhường ngôi về làm Thái thượng hoàng, thì Hoàng hậu sẽ trở thành Thái thượng hoàng hậu. Tuy nhiên, một số trường hợp ở Trung Quốc, Hoàng hậu của Thái thượng hoàng vẫn giữ danh xưng Hoàng hậu như Thành Túc Hoàng hậu của Tống Hiếu Tông, hay Hiếu Trang Duệ Hoàng hậu của Minh Anh Tông. Trong hậu cung Việt Nam, một số Hoàng hậu của Thái thượng hoàng vẫn được tôn Hoàng thái hậu như trường hợp Bảo Thánh hoàng hậu của Trần Nhân Tông.
Khi Hoàng đế qua đời (gọi là Tiên đế) thì sẽ có 3 trường hợp chính xảy ra:
1. Hoàng hậu là Đế mẫu: Hoàng hậu của Tiên đế, đồng thời sinh ra Hoàng đế kế nhiệm. Về sau sẽ được tôn làm Hoàng thái hậu.
2. Hoàng hậu là Đích mẫu: Hoàng hậu của Tiên đế, nhưng phi tần khác của Tiên đế sinh ra Hoàng đế kế nhiệm. Như vậy Hoàng hậu của Tiên đế được tôn Hoàng thái hậu; Sinh mẫu của Hoàng đế tôn làm Hoàng thái phi. Sau khi Đích mẫu qua đời, Hoàng đế có thể tôn Sinh mẫu làm Hoàng thái hậu (như Bạc thái hậu, mẹ Hán Văn Đế). Thời Nam-Bắc Triều, Sinh mẫu Hoàng đế được tôn Đế thái hậu để phân biệt với Đích mẫu Hoàng thái hậu (như Thiên Nguyên Hoàng hậu, mẹ Bắc Chu Tĩnh Đế). Thời nhà Minh và nhà Thanh, các hoàng đế tôn cả Đích mẫu và Sinh mẫu làm Hoàng thái hậu nhưng có phân biệt nhất định về tôn ti và đãi ngộ.
3. Hoàng hậu là Nghĩa mẫu: Hoàng hậu của Tiên đế, nhưng anh/em trai của Tiên đế sinh ra Hoàng đế kế nhiệm. Điều này xảy ra khi Tiên đế không có con trai, truyền ngôi cho cháu trong họ, gọi là "nhập tự". Như vậy, Hoàng hậu của Tiên đế vẫn là [Mẫu hậu] trên danh nghĩa của Hoàng đế nên được tôn Hoàng thái hậu; cha mẹ ruột của Hoàng đế không được gia tôn vì khi này Hoàng đế đã là "con thừa tự" của Tiên đế, chỉ được nhận Tiên đế và Hoàng thái hậu là cha mẹ. Tuy nhiên nhiều hoàng đế vẫn phá lệ gia tôn Sinh mẫu làm Hoàng hậu (như Cung hoàng hậu, mẹ Hán Ai Đế), thậm chí Hoàng thái hậu (như Chương Thánh Hoàng thái hậu, mẹ Minh Thế Tông).

Trong lịch sử Việt Nam có một số trường hợp đặc biệt thời nhà Nguyễn. Do tính chất lịch sử của triều đại nhà Nguyễn, khi Hoàng tử lên ngôi sẽ có các trường hợp:
- Khi không có Hoàng quý phi hoặc Hoàng hậu: Sinh mẫu được tôn là Hoàng thái hậu, và khi qua đời có thụy hiệu Hoàng hậu. Như Thuận Thiên Cao Hoàng hậu thời Minh Mạng, Nghi Thiên Chương Hoàng hậu thời Tự Đức, Từ Minh Huệ hoàng hậu thời Thành Thái.
- Khi có Hoàng quý phi: Hoàng quý phi sẽ là Hoàng thái hậu, Sinh mẫu sẽ là Hoàng thái phi, cả hai khi qua đời đều có thụy hiệu Hoàng hậu (như Phụ Thiên Thuần Hoàng hậu và Hựu Thiên Thuần Hoàng hậu thời Khải Định).

#### Cùng bối phận
Trường hợp Tiên đế là anh/em ruột hoặc anh/em con chú bác với Hoàng đế kế nhiệm cũng khá phổ biến. Khi này, Hoàng hậu của Tiên đế là [Hoàng tẩu], không phải Mẫu hậu của Hoàng đế nên không tôn Hoàng thái hậu mà giữ ngôi Hoàng hậu, song đặt huy hiệu riêng để phân biệt với Hoàng hậu vợ Hoàng đế. Điển hình là Hiếu Huệ Trương Hoàng hậu của Hán Huệ Đế, dưới thời Hán Văn Đế, bà được ban ở Bắc cung nên gọi [Bắc Cung Hoàng hậu; 北宮皇后] để phân biệt với Hiếu Văn Đậu Hoàng hậu. Tương tự thời nhà Thanh, Hiếu Triết Nghị Hoàng hậu của Đồng Trị Đế cũng được tôn [Gia Thuận Hoàng hậu; 嘉顺皇后] khi Quang Tự Đế vừa lên ngôi.
Cũng có vài vị hoàng tẩu chưa từng làm Hoàng hậu khi chồng còn sống, đến khi em chồng đăng cơ vẫn được gia tôn Hoàng hậu như Sùng Nghĩa Hoàng hậu, chị dâu Bắc Chu Vũ Đế hay Văn Tương Hoàng hậu, chị dâu Bắc Tề Văn Tuyên Đế. Tại hậu cung nhà Nguyễn, Lệ Thiên Anh hoàng hậu, chị dâu của Hiệp Hòa, được Hiệp Hòa thuận theo di chiếu của Tự Đức tôn làm Hoàng hậu, gọi là [Khiêm Hoàng hậu; 謙皇后].
Khác với vợ Hoàng đế, các vị hoàng tẩu được xem là cựu Hoàng hậu, chỉ có danh xưng mà không có thực quyền như một Hoàng hậu đương nhiệm, sống an phận trong cung thờ phụng chồng đến hết đời.

### Truy phong
"Truy phong", "truy thụy", "truy điệu" hay "truy tặng" là các cụm từ chỉ hành động phong [thụy hiệu] (posthumous title; 谥号) cho người đã khuất. Trên thực tế, khá nhiều sinh mẫu của Hoàng đế chỉ là phi tần khi còn sống. Do đó sau khi lên ngôi, trừ trường hợp "nhập tự", các Hoàng đế đều theo tư tưởng "lấy hiếu vị Thiên" truy tôn người mẹ quá cố làm Hoàng hậu (hay Hoàng thái hậu), với điều kiện vị Hoàng thái hậu chính danh đã qua đời. Trường hợp Đế mẫu đầu tiên được truy tôn Hoàng thái hậu là Triệu tiệp dư, mẹ Hán Chiêu Đế, tuy nhiên không có thụy hiệu Hoàng hậu. Về sau Hán Hòa Đế truy thụy [Cung Hoài Hoàng hậu; 恭懷皇后] cho sinh mẫu Lương thị, bắt đầu tiền lệ Đế mẫu luôn nhận thụy hiệu Hoàng hậu. Một số ít dưỡng mẫu của Hoàng đế cũng được tôn Hoàng thái hậu và có thụy hiệu Hoàng hậu dù không phải chính thất của Tiên đế như Bảo Khánh Hoàng thái hậu, mẹ nuôi Tống Nhân Tông hay Khang Từ Hoàng thái hậu, mẹ nuôi Hàm Phong Đế.
Trường hợp khác là Hoàng đế truy phong chính thất đã mất trước khi họ đăng cơ, như Thái Mục Đậu hoàng hậu của Đường Cao Tổ... Cũng có trường hợp hiếm hoi phi tần không phải Hoàng hậu hay chính thất, cũng không sinh Thái tử kế vị nhưng được Hoàng đế sủng ái và phá lệ truy tặng như Hiếu Vũ Hoàng hậu của Hán Vũ Đế; Trinh Thuận Hoàng hậu của Đường Huyền Tông; Ôn Thành Hoàng hậu của Tống Nhân Tông hay Hiếu Hiến Đoan Kính Hoàng hậu của Thuận Trị Đế.

### Phế hậu và tái hôn
Hoàng hậu cũng có thể bị phế bỏ, tước đi hậu vị, thường gọi là Phế hậu (廢后). Trong lịch sử có rất nhiều Hoàng hậu bị phế vì nhiều nguyên nhân khác nhau, như Hoàng đế nguội lạnh tình cảm với Hoàng hậu, Hoàng hậu không sinh được Đích tử, gia đình hay bản thân Hoàng hậu phạm lỗi đều khiến Hoàng đế muốn phế truất... Đa phần sau đó Hoàng đế lập phi tần được sủng ái làm Kế hậu.
Sau khi bị phế, Hoàng hậu thường bị biếm làm thứ nhân, giam cầm trong tẩm cung hoặc cung điện biệt lập nào đó, hoặc bị cưỡng chế xuất gia. Trường hợp may mắn hơn thì theo con trai sang đất phong sinh sống (như Quang Vũ Quách Hoàng hậu của Hán Quang Vũ Đế), hoặc hạ xuống bậc phi tần rồi tiếp tục ở trong cung (như Bát Nhĩ Tề Cát Đặc Phế hậu của Thuận Trị Đế). Thực tế, hầu hết các phế hậu không thể xuất cung mà đều bị giam lỏng hoặc ban pháp hiệu và bị ép tu hành. Một số ít bị ban chết, nhưng thường là do phạm đại tội.
Phế hậu không thể tự do tái hôn. Tuy nhiên, cũng có nhiều trường hợp vì lý do chính trị đặc biệt, cũng có trường hợp Hoàng hậu tái hôn với các Hoàng đế của triều đại mới lập nên. Thời Đông Tấn, Dương Hiến Dung là Hoàng hậu của Tấn Huệ Đế, sau lại trở thành Hoàng hậu của Tiền Triệu Mạt Đế Lưu Diệu. Ở Việt Nam, Lý Chiêu Hoàng là trường hợp đặc biệt này, bà bị Trần Thái Tông phế truất vì không thể sinh được Đích tử, sau bị ban tái hôn cho một tùy tướng tên Lê Phụ Trần.

## Một số người nổi tiếng

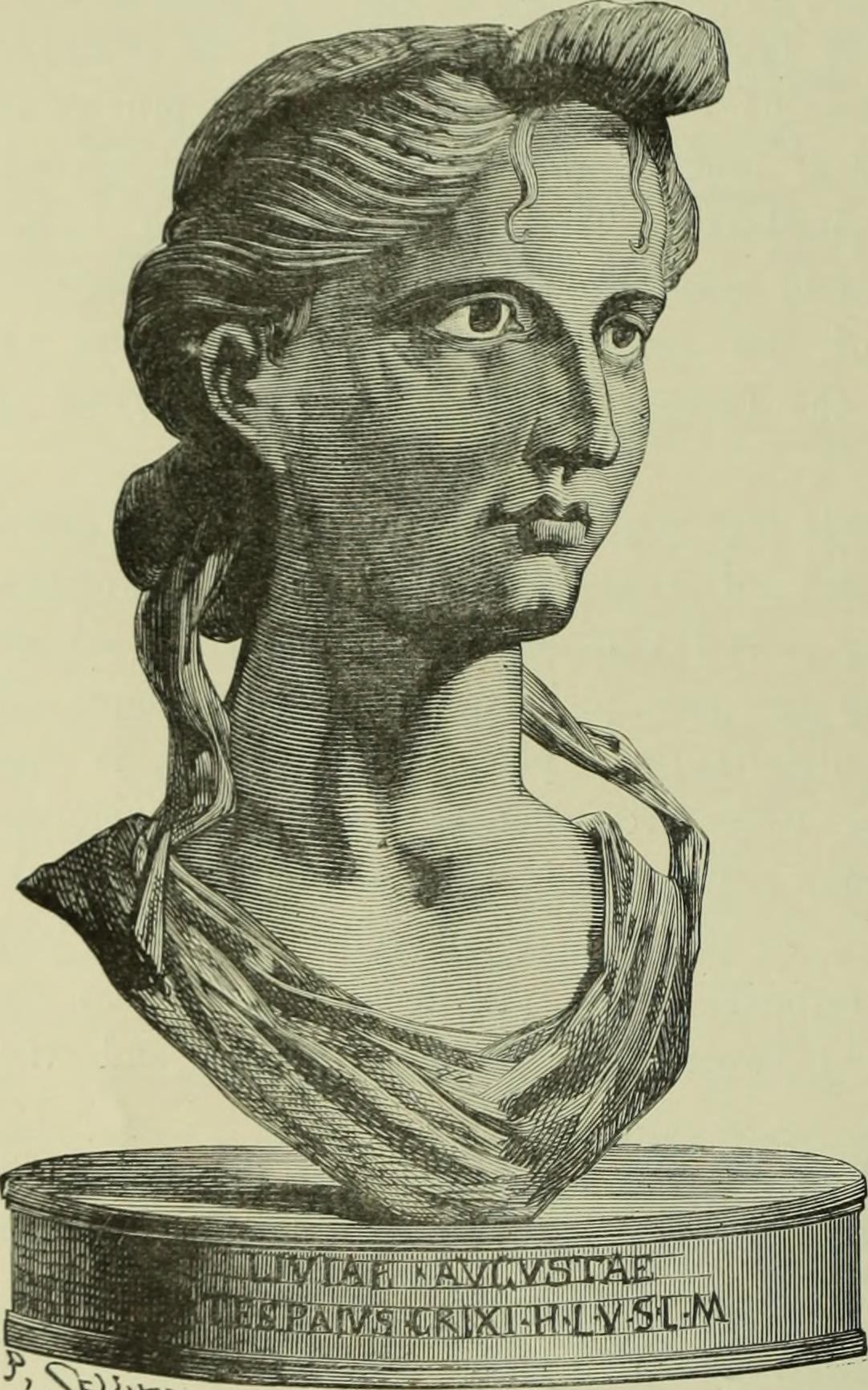
Hoàng hậu đầu tiên của Đế chế La Mã, Livia Drusilla.

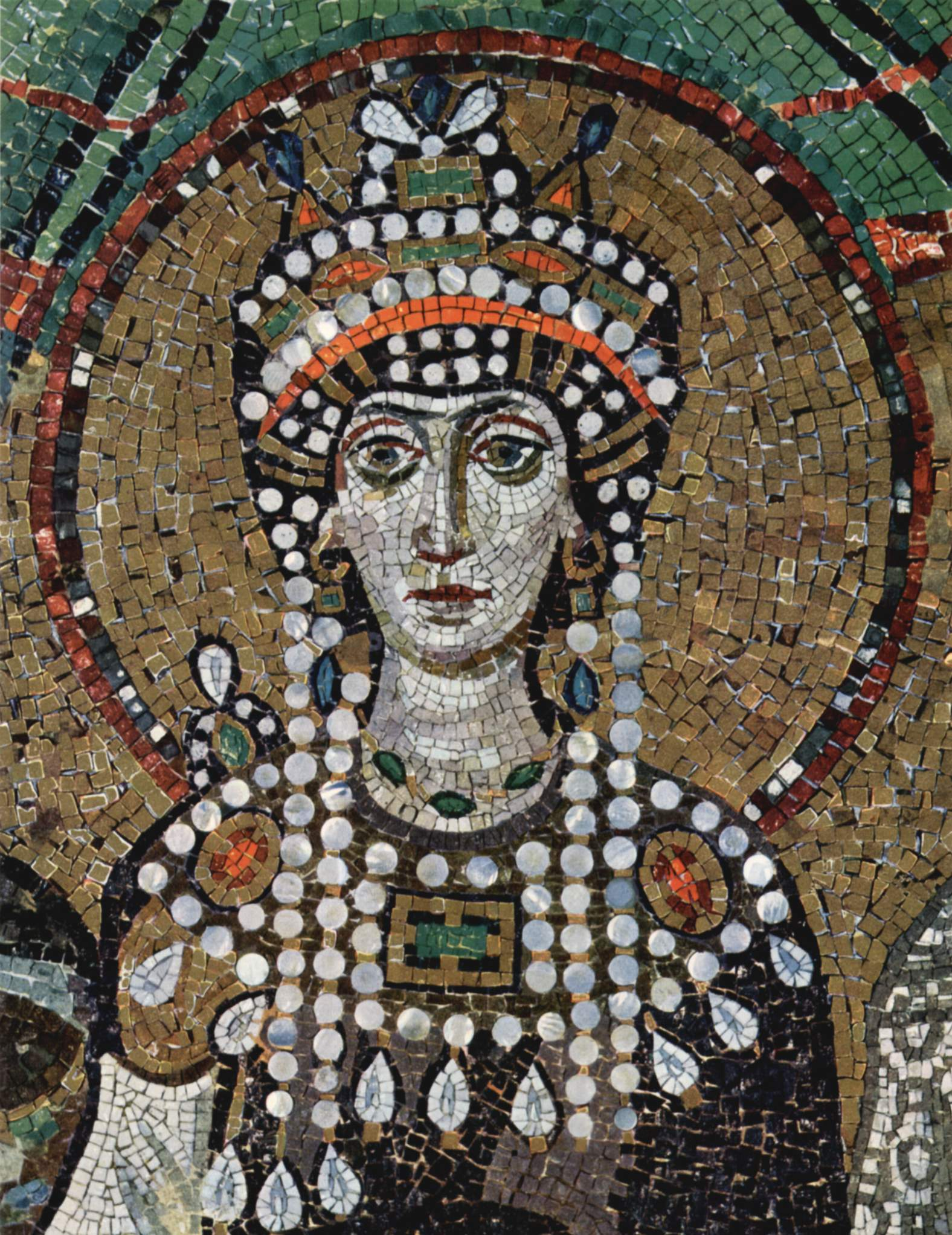
Hoàng hậu quyền lực nhất của Đông La Mã, Theodora.

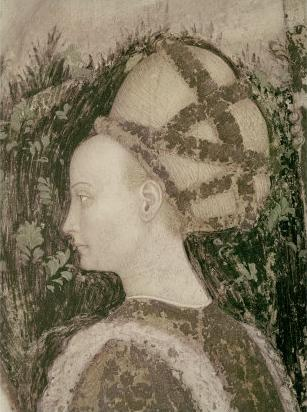
Hoàng hậu cuối cùng của Đông La Mã, Maria xứ Trebizond.

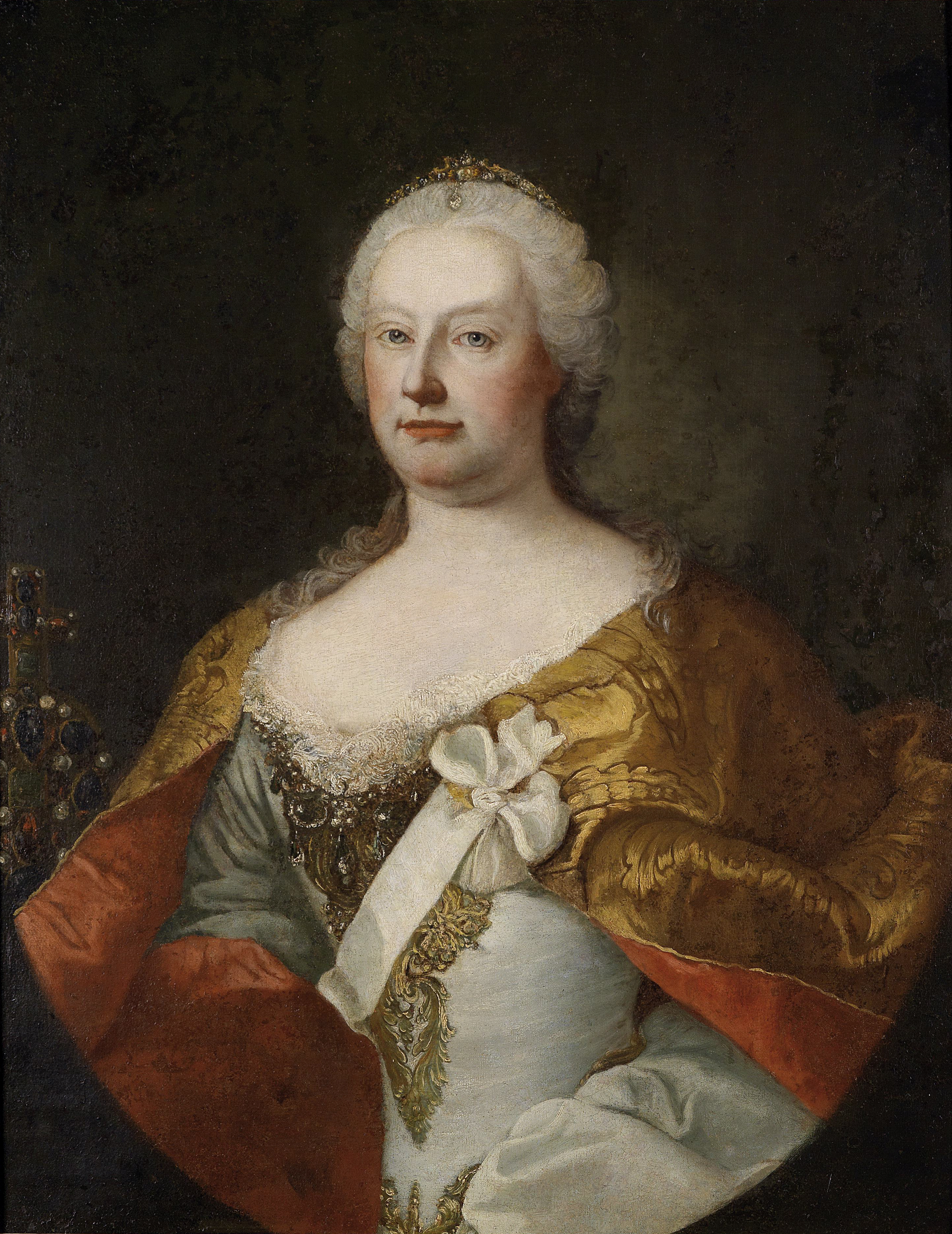
Hoàng hậu đầy quyền lực của Thánh chế La Mã, Maria Theresia của Áo.

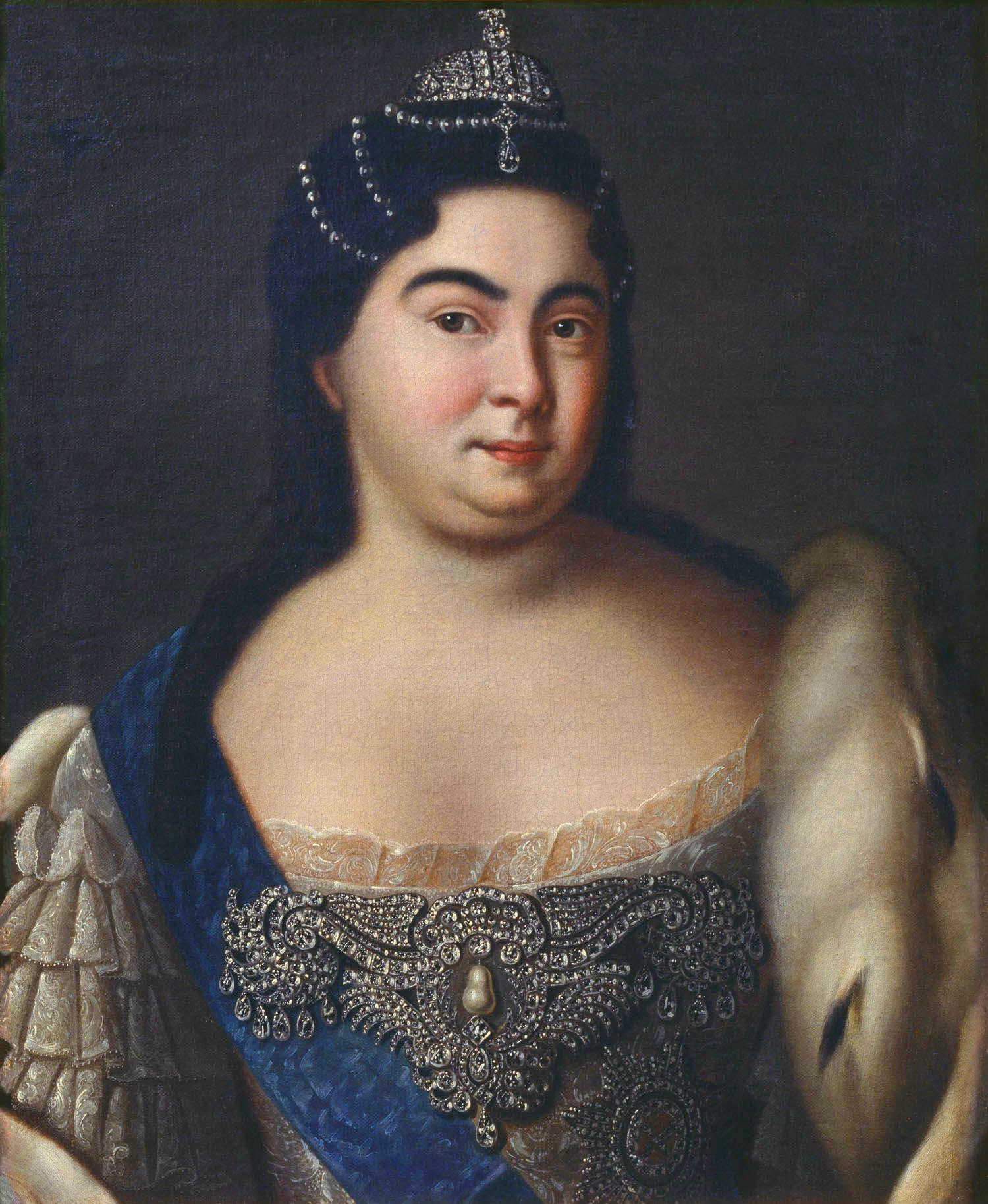
Marfa Samuilovna Skavronskaya, Hoàng hậu đầu tiên của Đế quốc Nga, sau thành Nữ hoàng với tên gọi Yekaterina I.

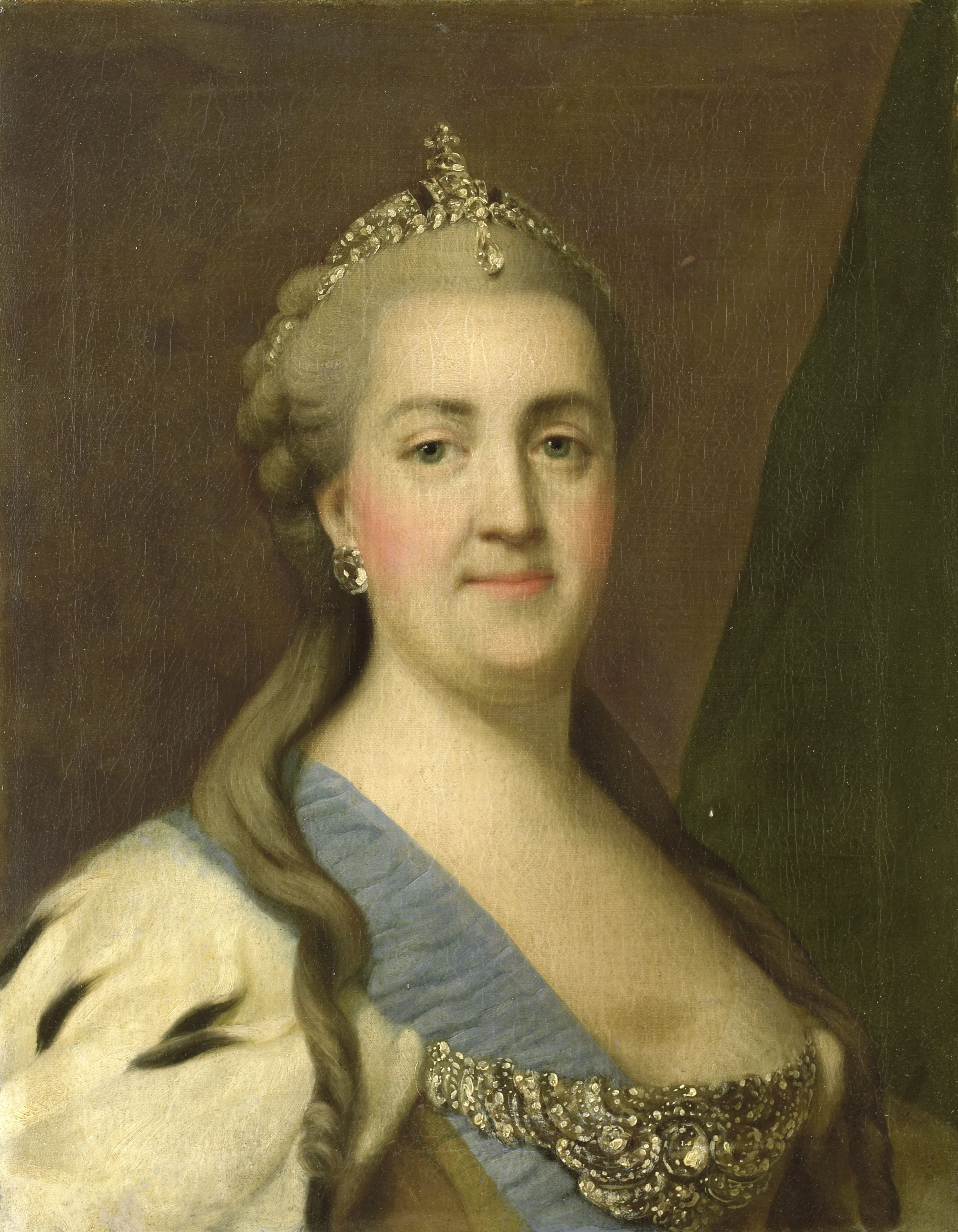
Hoàng hậu, sau trở thành Nữ hoàng của Đế quốc Nga, Yekaterina.

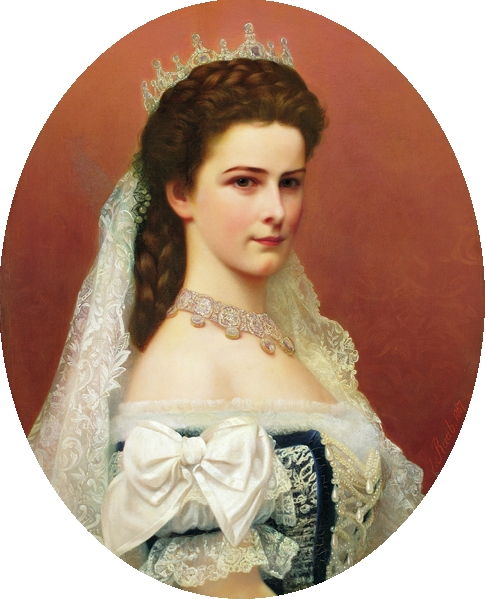
Hoàng hậu Sisi, vị Hoàng hậu nổi tiếng của Đế quốc Áo.

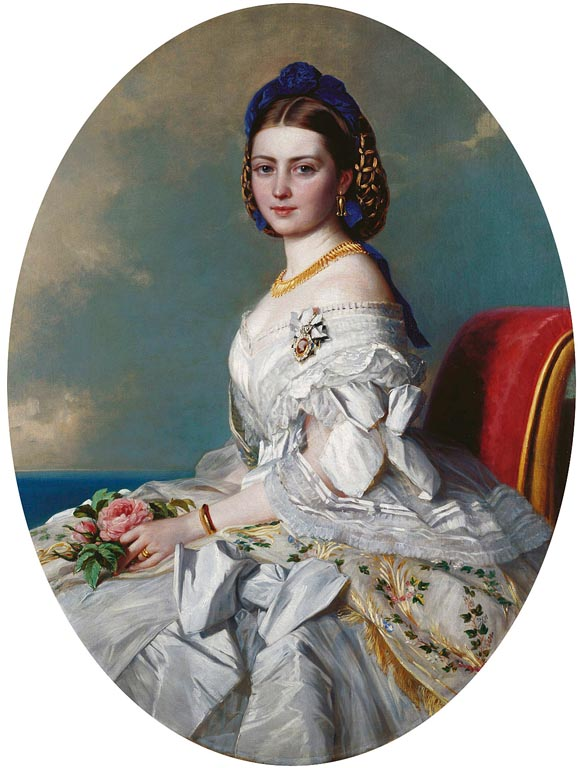
Victoria, Vương nữ Vương thất và Hoàng hậu nước Đức, con gái của Victoria của Anh.

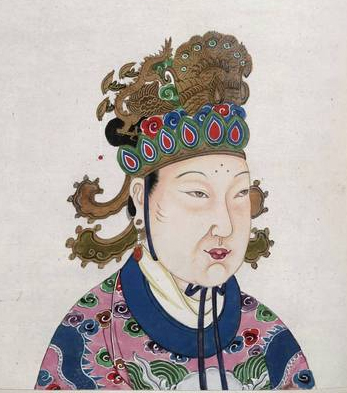
Võ Tắc Thiên - Hoàng hậu và Nữ hoàng đế của Trung Quốc.

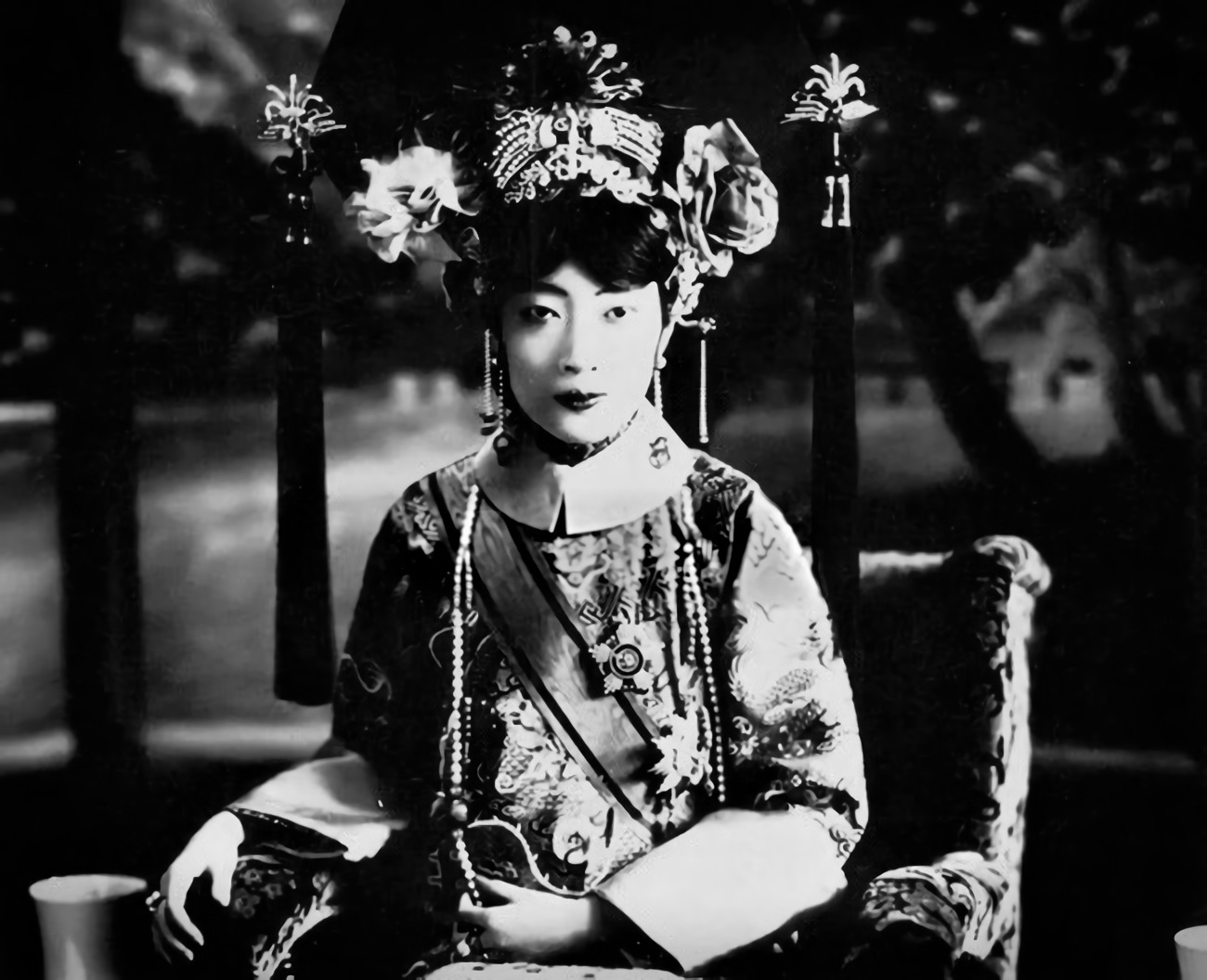
Uyển Dung, vị Hoàng hậu cuối cùng của nhà Thanh.

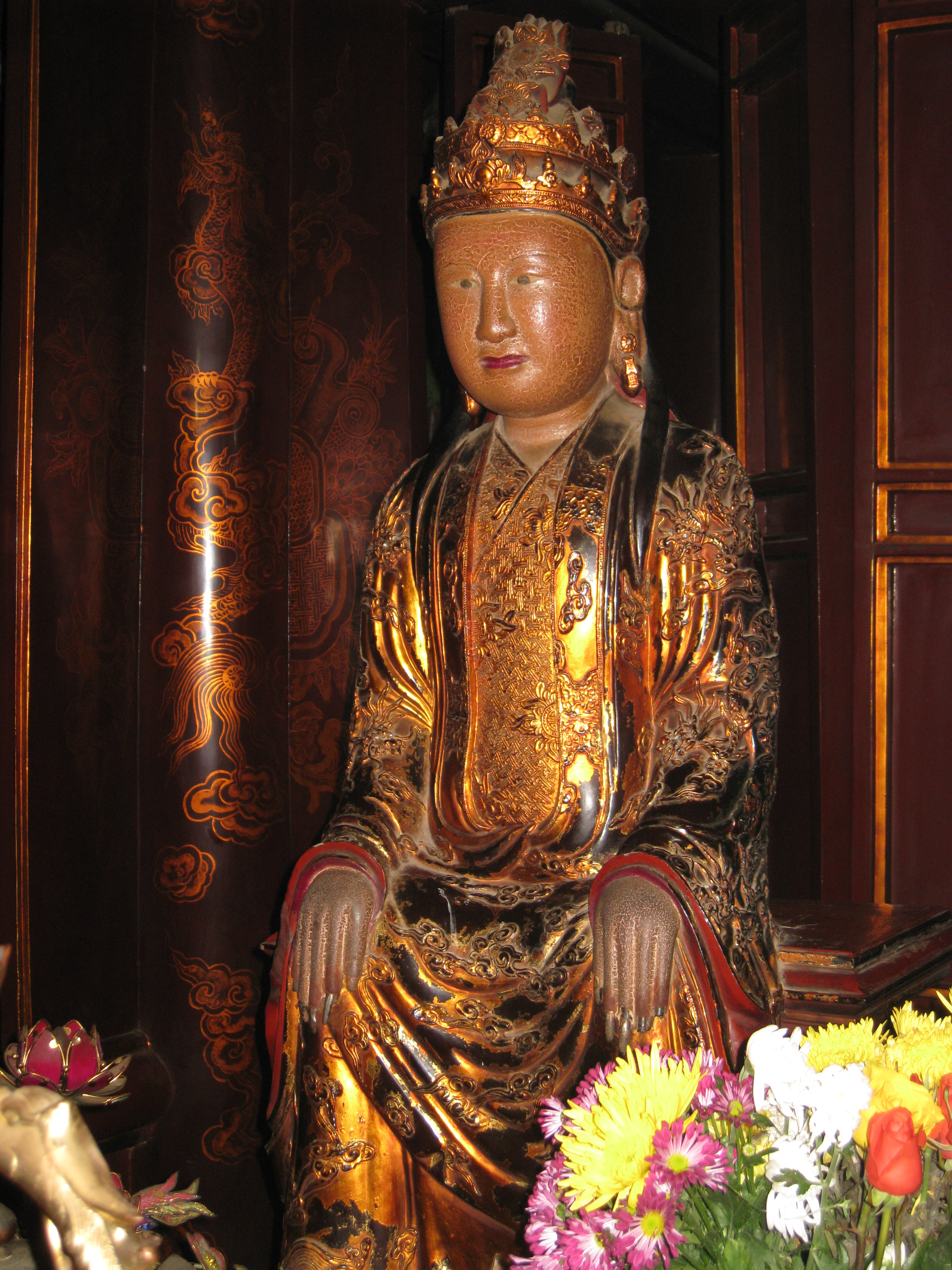
Đại Thắng Minh hoàng hậu, hay được biết đến là Dương Vân Nga.

Nam Phương hoàng hậu, vị Hoàng hậu cuối cùng của nhà Nguyễn và lịch sử Việt Nam.

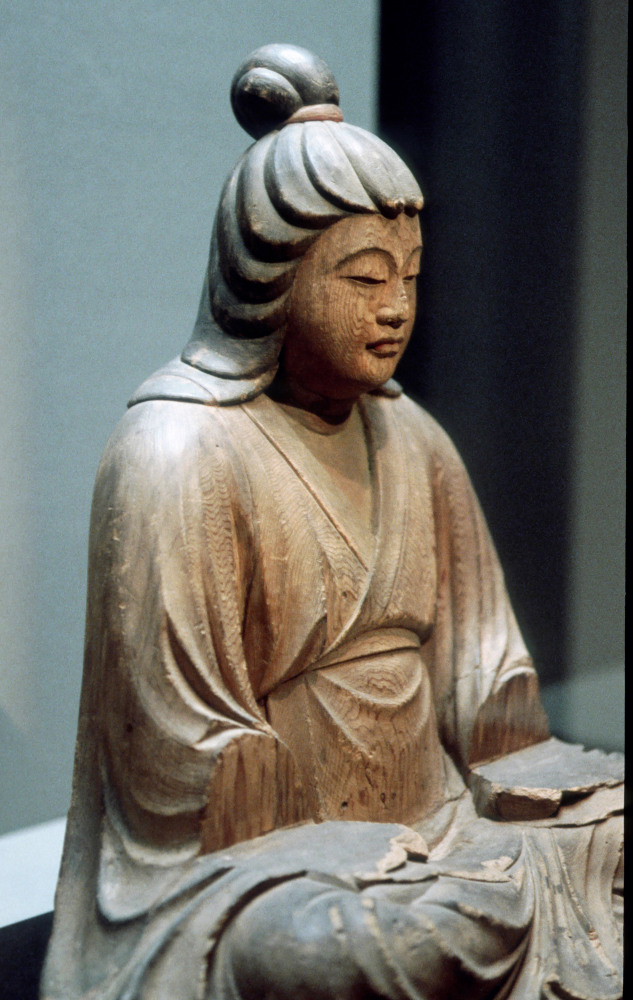
Thần Công hoàng hậu, vị Hoàng hậu chiến binh theo truyền thuyết Nhật Bản.

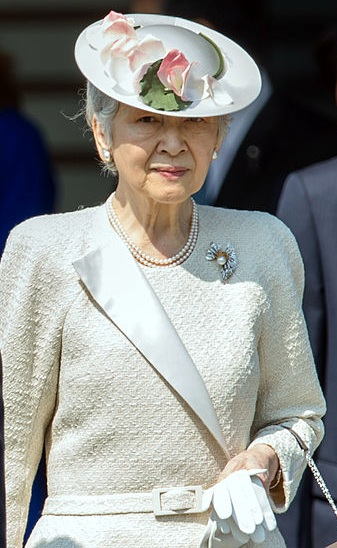
Hoàng hậu Michiko, vợ của Thiên hoàng Akihito.

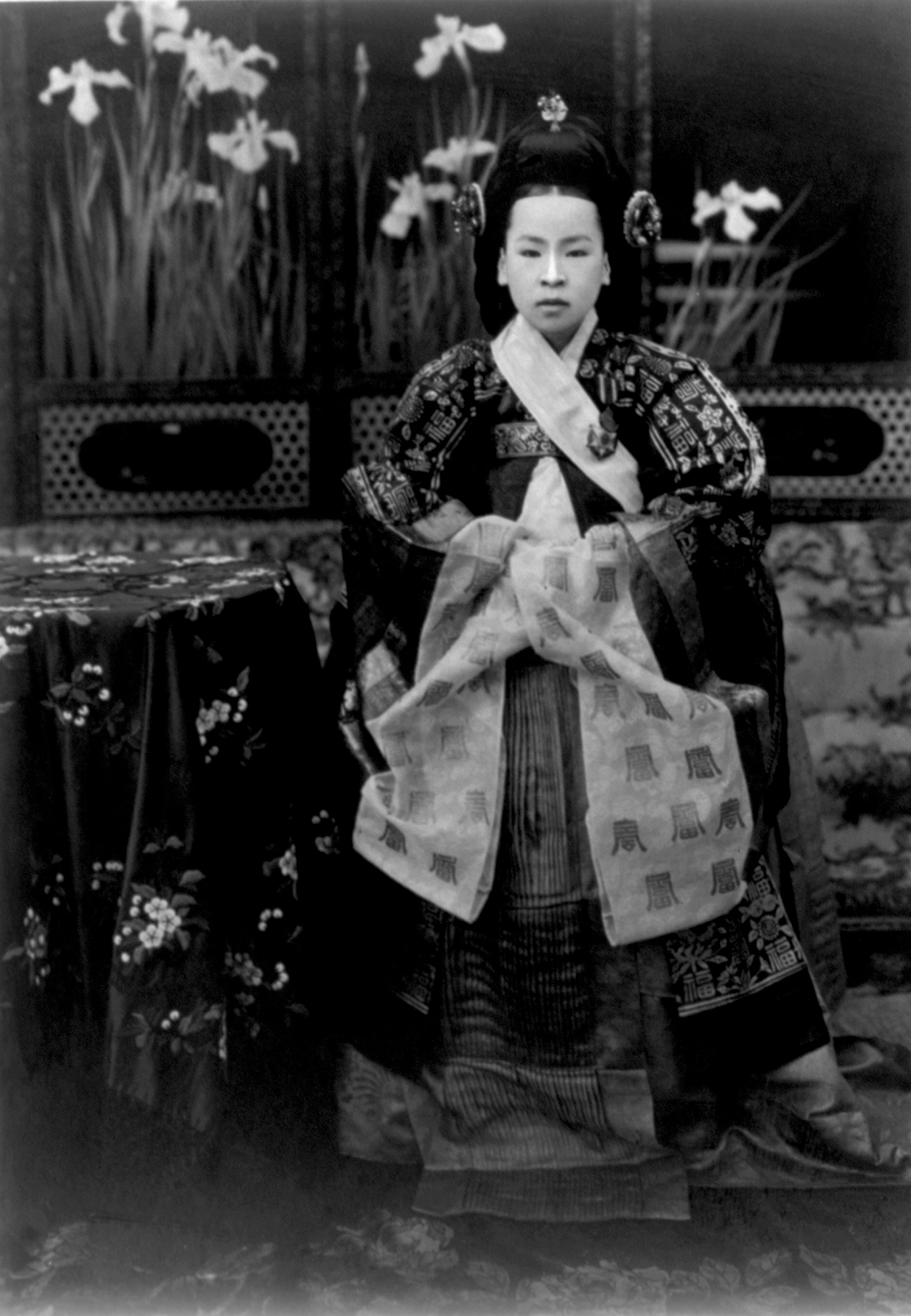
Thuần Trinh Hiếu hoàng hậu, vị Hoàng hậu duy nhất của Đế quốc Đại Hàn.

### Đế quốc La Mã
1. Livia Drusilla - vợ của Hoàng đế Augustus, mẹ của Hoàng đế Tiberius, bà là vị Hoàng hậu La Mã đầu tiên được công nhận.
2. Valeria Messalina - vợ thứ ba của Hoàng đế Claudius. Dù là một người phụ nữ có quyền lực nhưng bà lại bị mang tiếng là tạp hôn, người ta cho rằng bà đã âm mưu chống lại chồng mình và bị xử tử sau khi âm mưu bại lộ.
3. Julia Agrippina - là cháu gái đồng thời là vợ thứ tư của Hoàng đế Claudius, mẹ của Hoàng đế Nero. Các sử gia cổ đại và đương đại miêu tả bà là người hiểm độc, tham vọng, tàn bạo, và độc đoán.
4. Julia Domna - vợ của Hoàng đế Septimius Severus, đồng thời là mẹ của hai vị Hoàng đế Caracalla và Geta. Bà được xem là một trong những người phụ nữ quan trọng nhất từng thực thi quyền hành đằng sau ngai vàng của Đế chế.
5. Aelia Eudocia - vợ của Hoàng đế Theodosius II. Một nhân vật lỗi lạc trong thời kỳ hình thành mạnh mẽ Kitô giáo tại La Mã.
6. Theodora - vợ cả của Hoàng đế Justinianus I. Bà nổi tiếng với quyền lực chính trị, trong một thời gian dài thực hiện đồng trị vì với chồng, một số sử gia đề cập bà với tư cách một Nữ hoàng hơn là Hoàng hậu.
7. Irene thành Athena - vợ của Hoàng đế Leon IV. Bà từ vị Hoàng hậu, lên Hoàng thái hậu nhiếp chính dưới thời con trai là Hoàng đế Konstantinos VI. Một người phụ nữ độc đoán, Irene khi nhận thấy con trai chống lại mình thì ngay lập tức hạ sát con trai để tự cai trị, và bà cũng là người phụ nữ đầu tiên của Đế chế La Mã cổ tự xưng Nữ hoàng. Chính sự không chính danh này của Irene, Giáo hoàng Lêô III có cớ lập nên Thánh chế La Mã, phong Charlemagne lên làm Hoàng đế.
8. Thánh Theodora - vợ của Hoàng đế Theophilos, đồng thời cũng là nhiếp chính cho Hoàng đế Mikhael III. Bà được biết đến là người đã chấm dứt sự bài trừ thánh tượng trong lòng Đế quốc Đông La Mã và khôi phục lòng tôn kính các biểu tượng tôn giáo, vì vậy mà bà được thờ phụng như một vị thánh trong Giáo hội Chính Thống giáo Đông phương.
9. Zoë Porphyrogenita - vợ của ba vị Hoàng đế liên tiếp Romanos III Argyros, Mikhael IV và Konstantinos IX. Trong lần lượt các triều đại này, bà giữ vị trí đồng cai trị với tư cách Nữ hoàng cho đến khi giao lại quyền hành cho chồng là Konstantinos IX.
10. Eirene Doukaina - vợ của Hoàng đế Alexios I Komnenos, mẹ của Hoàng đế Ioannes II Komnenos và nữ sử học gia Anna Komnene.
11. Helena Dragaš - vợ của Hoàng đế Manuel II Palaiologos. Bà được tôn kính như một vị thánh của Giáo hội Chính Thống giáo Hy Lạp và Giáo hội Chính Thống giáo Serbia dưới tên [Saint Hypomone].
12. Maria xứ Trebizond - vợ của Hoàng đế Ioannes VIII Palaiologos. Hoàng hậu cuối cùng của Đế chế Đông La Mã.

### Thánh chế La Mã
1. Ermengarde xứ Hesbaye - vợ đầu của Hoàng đế Louis Mộ Đạo. Hoàng hậu đầu tiên được ghi nhận của Thánh chế La Mã.
2. Judith xứ Bavaria - vợ thứ của Hoàng đế Louis Mộ Đạo. Xuất thân là con gái Bá tước xứ Bavaria, việc kết hôn với Louis đã khiến Judith trở thành một nhân vật tầm cỡ trong triều đại Carolingian. Bà sinh ra người kế vị cho Louis, Hoàng đế Charles le Chauve.
3. Richardis - vợ của Hoàng đế Carolus Pinguis. Bà nổi tiếng do lòng mộ đạo, cũng như là Nữ tu trưởng đầu tiên của Andlau. Truyền thuyết kể rằng dù có tấm lòng trong sạch, bà vẫn bị chồng sỉ nhục, từ đó bà cũng trở thành một biểu tượng kiên trung bị phũ phàng trong lòng giáo dân. Những truyền thuyết khiến bà được phong Thánh.
4. Adelaide nước Ý - vợ của Otto Đại Đế. Bà cùng trở thành Hoàng hậu trong buổi đăng quang của chồng, và tiếp tục giữ vai trò chính trị to lớn trong suốt các triều đại về sau. Cháu nội bà là Hoàng đế Otto III kế vị khi còn nhỏ, Adelaide giữ vai trò nhiếp chính sau khi mẹ của Otto III là Theophanu mất, mãi cho đến khi vị Hoàng đế trẻ này tự trị vì.
5. Matilda của Anh - vợ của Henry V, Hoàng đế của La Mã Thần thánh, do đó là Hoàng hậu cuối cùng của triều đại Salian. Con gái của Henry I của Anh, Matilda đòi quyền trị vì nước Anh nhưng không thành công do thế lực của Stephen. Bà là mẹ của Henry II của Anh.
6. Leonor của Bồ Đào Nha - vợ của Frederick III, Hoàng đế La Mã Thần thánh. Vị Hoàng hậu đầu tiên của triều đại Habsburg.
7. Isabel của Bồ Đào Nha - vợ của Hoàng đế Karl V. Bà sinh hạ Felipe II của Tây Ban Nha, đồng thời cũng là mẹ của vị Hoàng hậu của La Mã Thần thánh tiếp theo, María của Áo - vợ của em họ Hoàng đế Maximilian II. Cũng như chồng mình, Isabel là một người cháu của hai vị Quân chủ Công giáo trứ danh, và bà thường được so sánh với bà ngoại Isabel I vì tính quyết đoán trong nhiều vấn đề chính trị. Khi Karl V phải thường xuyên đi công du và các chiến dịch quân sự, chính Isabel đã giúp ông quản lý các vấn đề trong toàn Đế chế, đặc biệt là ở Tây Ban Nha.
8. Anna xứ Tirol - vợ của Hoàng đế Matthias. Với tư cách Hoàng hậu, một người cháu của Hoàng đế Ferdinand I, Anna xuất thân từ nhà Habsburg chính gốc, đem về cho bà lợi thế can thiệp chính trị. Sự kiện đáng nhớ nhất về bà là khi bà chịu trách nhiệm dời đô từ Praha đến Vienna, biến nơi này thành một trung tâm văn hóa của Châu Âu trong nhiều thập kỉ sau. Bà cũng là vị Hoàng hậu đầu tiên của nhà Habsburg được làm lễ trao Hậu miện.
9. Eleonora Gonzaga - vợ thứ ba của Hoàng đế Ferdinand III. Bà nổi tiếng là một người phụ nữ có học vấn cao cùng tinh thần mộ đạo. Với tư cách Hoàng hậu, bà tham gia nhiều vấn đề về tôn giáo ở Vienna, được chú ý khi dù là người Công giáo ngoan đạo, bà vẫn rất bao dung và kiên nhẫn với phe Kháng Cách.
10. Eleonore Magdalene xứ Neuburg - vợ của Hoàng đế Leopold I, mẹ ruột của Hoàng đế Joseph I. Xuất thân cao và có học vấn uyên thâm nổi tiếng, Eleonor tham gia nhiều vấn đề chính trị dưới thời chồng và con trai. Từng là nhiếp chính lâm thời vài tháng trong năm 1711, bà tham gia việc ký kết Hiệp ước Szatmár, đánh dấu quyền cai trị của gia đình của bà tại Vương quốc Hungary.
11. Maria Theresia của Áo - con gái của Hoàng đế Karl VI, vợ của Hoàng đế Franz I đồng thời là mẹ đẻ của Hoàng đế Joseph II. Người cuối cùng của gia tộc nhà Habsburg đầy quyền lực, Maria Theresia đã đòi hỏi quyền kế vị ngai vàng Thánh chế, gây nên Chiến tranh kế vị Áo, cuối cùng khiến Maria Theresia trở thành Hoàng hậu trong khi chồng bà là Franz I tiếp nhận ngai vị. Dù là Hoàng hậu, rồi là Hoàng thái hậu, Maria Theresia vẫn nắm thực quyền của một đồng cai trị trong suốt rất nhiều năm, biến bà thành một Nữ hoàng trên thực tế trong lịch sử của Thánh chế La Mã.
12. Maria Teresa của Napoli và Sicilia - Hoàng hậu cuối cùng của Thánh chế La Mã, đồng thời là Hoàng hậu đầu tiên của Đế quốc Áo với tư cách là vợ cả của Franz II của Thánh chế La Mã.

### Đế quốc Nga
1. Marta Elena Skavronskaya - vợ của Pytor Đại đế. Bà trước là nhân tình, sau được công nhận là vợ chính thức của ông, do đó trở thành Hoàng hậu Nga. Trước khi qua đời, Pytor chỉ định bà trở thành Nữ hoàng của Đế quốc Nga, và bà được biết đến như [Yekaterina I]. Bà sinh ra hai con gái cho Hoàng đế Pyotr, một là Anna, thứ là Yelizaveta, người sau này cũng trở thành Nữ hoàng Nga với danh hiệu Yelizaveta.
2. Sophie xứ Anhalt-Zerbst-Dornburg - vợ của Hoàng đế Peter III của Nga. Từ vị Hoàng hậu, Yekaterina sử dụng binh biến và trở thành vị Nữ hoàng vĩ đại [Yekaterina Đại đế] trong lịch sử Nga.
3. Sophie Dorothee xứ Württemberg - vợ của Hoàng đế Pavel I của Nga. Xuất thân từ Công quốc Württemberg, Maria Feodorovna có một nền học vấn xuất sắc, bà được chọn làm vợ kế cho Hoàng đế Pavel (lúc này còn là Thái tử) sau khi vợ đầu của ông là Natalia Alexeievna qua đời. Từ khi còn là Hoàng hậu, bà đã ảnh hưởng to lớn thông qua chồng, sau đó tiếp tục khi bà là Hoàng thái hậu dưới hai triều đại của hai người con trai, Hoàng đế Aleksandr và Nicholas.
4. Luise xứ Baden - vợ của Hoàng đế Aleksandr I của Nga. Xuất thân từ Bá quốc Baden gốc Đức, Elizabeth có vai trò lớn trong việc giúp đỡ chồng bà bước lên hoàng vị. Dù vậy, khi là Hoàng hậu, Elizabeth bị áp chế bởi người mẹ chồng là Hoàng thái hậu Maria Feodorovna, và Elizabeth Alexeievna cùng chồng mình gần như là ly thân trong suốt triều đại Aleksandr I.
5. Charlotte Wilhelmine của Phổ - vợ của Hoàng đế Nicholas I của Nga. Xuất thân là một công chúa người Phổ, Alexandra Feodorovna từ khi là Hoàng hậu luôn cố gắng giúp đỡ cố quốc, nhưng đồng thời bà cũng chia sẻ và ủng hộ những tư tưởng chính trị của chồng mình.
6. Marie Maximiliane xứ Hessen và Rhein - vợ của Hoàng đế Aleksandr II của Nga. Xuất thân từ Đại công quốc Hessen, Marie nhận được một nền giáo dục hoàn hảo, nhưng bà lại không thích đảm nhận vai trò Hoàng hậu mà hay làm những công việc từ thiện lặng lẽ. Bởi lẽ đó, Marie không được quý tộc Nga mến mộ.
7. Dagmar của Đan Mạch - vợ của Hoàng đế Alexander III của Nga. Con gái của Christian IX của Đan Mạch, bà là em gái của Vương hậu Alexandra của Liên hiệp Anh, Vua Frederik VIII của Đan Mạch và Vua Georgios I của Hy Lạp. Bà sinh ra vị Hoàng đế cuối cùng của Nga, Nikolai II.
8. Alix của Hessen và Rhein, tên gọi tiếng Nga là Aleksandra Fyodorovna - vợ của Hoàng đế Nikolai II của Nga. Hoàng hậu cuối cùng của Đế quốc Nga, Aleksandra là một người cháu (bên họ ngoại) của Victoria của Anh, bà nổi tiếng hơn với cái tên thời con gái là [Alix]. Với sự ủng hộ Nikolai II cố gắng giữ chế độ quân chủ, cùng những vấn đề xoay quanh Grigori Rasputin đã khiến Aleksandra bị ghét bỏ bởi dân chúng Nga trong những năm cuối cùng của Đế quốc. Bà cùng gia đình gồm chồng, 4 cô con gái và con trai độc nhất đã bị sát hại vào năm 1918.

### Đế quốc Áo
1. Maria Teresa của Napoli và Sicilia - Hoàng hậu cuối cùng của Thánh chế La Mã, đồng thời là Hoàng hậu đầu tiên của Đế quốc Áo với tư cách là vợ của Franz II của Thánh chế La Mã.
2. Maria Ludovika của Áo-Este - Hoàng hậu của Đế quốc Áo với tư cách là vợ hai của Hoàng đế Franz I. Bà xuất thân là công chúa thuộc hoàng gia Habsburg, con gái của Ferdinand Karl, Đại công tước xứ Austria-Este và là cháu nội của Hoàng đế Francis I và Hoàng hậu Maria Theresia.
3. Karoline Auguste của Bayern - Hoàng hậu của Đế quốc Áo với tư cách là vợ ba của Hoàng đế Franz I. Bà là con gái của Quốc vương Maximilian I Joseph của Bayern, và trước đó từng có một đời chồng là Thái tử William của Vương quốc Württemberg.
4. Maria Anna xứ Sardinia - vợ của Hoàng đế Ferdinand I của Áo.
5. Elisabeth của Bayern - vợ của Hoàng đế Franz Joseph I của Áo, mẹ đẻ của Thái tử Rudolf. Bà được biết đến với tên gọi [Sisi], được ngưỡng mộ bởi dân chúng vì là một trong những vị Hoàng hậu đẹp nhất trong lịch sử Châu Âu.
6. Zita của Borbone-Parma - vợ của Hoàng đế Karl I của Áo. Vị Hoàng hậu cuối cùng trong lịch sử Đế quốc Áo.

### Đế quốc Đức
1. Augusta của Sachsen-Weimar-Eisenach - vợ của Wilhelm I, Hoàng đế Đức. Xuất thân từ Đại công quốc Saxe-Weimar-Eisenach, Augusta là cháu ngoại của Hoàng đế Pavel I của Nga cùng Hoàng hậu Mariya Fyodorovna (nguyên là Sophie Dorothee xứ Württemberg).
2. Victoria Adelaide của Liên hiệp Anh, Vương nữ Vương thất - vợ của Friedrich III, Hoàng đế Đức và là mẹ của Wilhelm II, Hoàng đế Đức. Bà là người con gái lớn nhất của Victoria của Anh thuộc Vương quốc Liên hiệp Anh. Do xuất thân nhạy cảm, Victoria không có một cuộc sống ổn định ở Đức mà bà thường xuyên phải đối mặt với những vấn đề chính trị do các phe phái chống lại bà. Sau khi chồng bà qua đời, mặc dù là Hoàng thái hậu nhưng bà nhanh chóng bị gạt ra khỏi triều đình, và bà thường được gọi danh hiệu [Hoàng hậu] kèm theo tên chồng, tức [Kaiserin Friedrich].
3. Auguste Victoria xứ Schleswig-Holstein - vợ đầu của Wilhelm II, Hoàng đế Đức. Xuất thân từ Công quốc Schleswig-Holstein, Augusta Victoria thông qua mẹ là Princess Adelheid, trở thành một người cháu (theo họ mẹ) của Victoria của Anh. Bà là mẹ của Hoàng thái tử Wilhelm, và cũng là Hoàng hậu cuối cùng của Đế quốc Đức.

### Trung Quốc
1. Lã hậu - nguyên phối của Hán Cao Tổ Lưu Bang, vị Hoàng hậu và Hoàng thái hậu đầu tiên trong lịch sử. Bà nổi tiếng với sự tàn độc và là Nữ chủ nhân chính trị lớn thời kì đầu của Đế quốc Trung Hoa.Thụy Cao Hoàng hậu,sau bị Hán Quang Vũ Đế truy phế.
2. Trần A Kiều - nguyên phối của Hán Vũ Đế Lưu Triệt, cháu ngoại của Hiếu Văn Đậu Hoàng hậu và là con gái của Quán Đào công chúa Lưu Phiếu,người có công lớn trong việc giúp Vũ Đế lên ngôi. Sau bị phế với lý do "ghen tuông hãm hại" cùng "không sinh được con", trở thành một trong những Phế hậu nổi tiếng nhất lịch sử.
3. Vệ Tử Phu - kế phối của Hán Vũ Đế Lưu Triệt. Nổi tiếng xinh đẹp hiền đức, rất được Vũ Đế sủng ái. Tại vị ngôi Hậu 38 năm, là vị Hoàng hậu tại ngôi lâu dài nhất trong lịch sử nhà Hán. Sự đăng quang của bà đem nhiều vinh quang cho cả gia tộc vốn có nguồn gốc thấp kém.Sau bị giết cùng con trai trong Án vu cổ nổi tiếng.Thụy Tư Hoàng hậu.
4. Vương Chính Quân - Hoàng hậu duy nhất của Hán Nguyên Đế Lưu Thích, mẹ của Hán Thành Đế Lưu Ngao. Bà nổi tiếng là một trong những Hoàng hậu trường thọ nhất lịch sử. Việc Tây Hán diệt vong được cho là một phần lỗi của bà, do bà dung túng cháu ruột là Tân triều Hoàng đế Vương Mãng.
5. Võ Tắc Thiên - kế phối của Đường Cao Tông Lý Trị. Từ vị phi tần của Đường Thái Tông, Võ thị dần dần trở thành Hoàng hậu của người kế vị là Cao Tông bằng nhiều thủ đoạn gây tranh cãi trong lịch sử. Là mẹ của hai vị Hoàng đế liên tiếp Đường Trung Tông Lý Hiển và Đường Duệ Tông Lý Đán, Võ thị lần lượt phế truất và tự cai trị với tư cách Nữ hoàng. Bà trở thành Nữ hoàng được công nhận chính danh duy nhất trong lịch sử Trung Quốc.
6. Chương Hiến Minh Túc Hoàng hậu Lưu Nga-Chính thất thứ ba của Tống Chân Tông Triệu Hằng,mẹ nuôi của Tống Nhân Tông Triệu Trinh. Thực hiện nhiếp chính dưới thời Tống Nhân Tông.Lưu hậu còn là nhân vật quan trọng trong truyền thuyết Ly miêu hoán thái tử về sự thật thân thế của Nhân Tông vốn do Lý Thần phi sinh-một trong những điển tích nổi tiếng liên quan đến Bao Công.
7. Từ Thánh Quang Hiến Hoàng hậu Tào thị- kế phối của Tống Nhân Tông Triệu Trinh, nhiếp chính thời Tống Anh Tông Triệu Thự và Tống Thần Tông Triệu Hú. Nổi tiếng nhân từ và đức độ, bà là người đầu tiên đứng đầu phái Cựu đảng, cùng cháu là Tuyên Nhân Thánh Liệt hoàng hậu phản đối tân pháp của Vương An Thạch. Bà được biết đến là một bậc [Nữ trung Nghiêu Thuấn].
8. Tuyên Nhân Thánh Liệt hoàng hậu Cao Thao Thao - nguyên phối của Tống Anh Tông Triệu Thự. Thừa hành quyền nhiếp chính dưới thời cháu trai Tống Triết Tông Triệu Hú, tuy được xem là khá độc tài và gây mâu thuẫn chính trị sâu sắc với Hoàng đế, bà vẫn được sử sách nhà Tống tán dương là [Nữ trung Nghiêu Thuấn], tức "Bậc Nghiêu và Thuấn trong giới đàn bà của thiên hạ", một nhận xét khẳng định vị thế minh quân của bà.
9. Hiếu Hiền Thuần Hoàng hậu Phú Sát thị - nguyên phối của Thanh Cao Tông Càn Long Đế. Bà nổi tiếng hiền hậu, thi hành tiết kiệm hợp lý, lại khoản đãi hậu cung, giúp đỡ Càn Long Đế chuyện trong ngoài hết mực đắc lực. Sau khi bà mất, Càn Long Đế dùng cả đời để thương tiếc bà.
10. Kế Hoàng hậu Na Lạp thị - kế phối của Thanh Cao Tông Càn Long Đế. Bà là Hoàng hậu duy nhất của nhà Thanh bị tịch thu sách bảo, giam cầm trong cung, khi qua đời thì không có thụy hiệu.
11. Hiếu Trinh Hiển hoàng hậu Nữu Hỗ Lộc thị - kế phối của Thanh Văn Tông Hàm Phong Đế. Nổi tiếng với tôn hiệu [Từ An Thái hậu], là đồng nhiếp chính cùng với Từ Hi Thái hậu. Một vị Hoàng hậu nổi tiếng đức độ trong thời gian tại vị, cái chết của bà được cho là do Từ Hi Thái hậu hạ độc thủ.
12. Hiếu Định Cảnh hoàng hậu Diệp Hách Na Lạp Tĩnh Phân- nguyên phối của Thanh Đức Tông Quang Tự Đế. Bà là Hoàng thái hậu dưới thời Tuyên Thống Đế Phổ Nghi, nổi tiếng trong lịch sử vì đã ký nghị định thoái vị của triều đình Mãn Thanh, về cơ bản đã chấm dứt chế độ quân chủ Trung Hoa hơn 1000 năm lịch sử. Về chính thức, bà là Hoàng hậu cuối cùng của chế độ quân chủ Trung Hoa.
13. Uyển Dung - nguyên phối của Tuyên Thống Đế Phổ Nghi. Bà là Hoàng hậu cuối cùng của Mãn Thanh, nhưng không phải Hoàng hậu chính thức của chế độ quân chủ Trung Hoa, do bà kết hôn với Phổ Nghi sau khi ông đã thoái vị.

### Việt Nam
1. Đại Thắng Minh hoàng hậu - trước là Hoàng thái hậu nhà Đinh, sau là Hoàng hậu nhà Tiền Lê với tư cách là vợ cả của Lê Đại Hành. Bà không được ghi lại tên thật, nhưng rất nổi tiếng với cái tên dã sử là [Dương Vân Nga].
2. Linh Hiển hoàng hậu Lê Thị Phất Ngân- chính thất của Lý Thái Tổ, sinh mẫu của Lý Thái Tông và Uy Minh vương Lý Nhật Quang. Có thuyết cho rằng bà là con gái của Dương hoàng hậu và Lê Đại Hành.
3. Thượng Dương hoàng hậu Dương thị - chính thất của Lý Thánh Tông, vốn dĩ được tôn làm Hoàng thái hậu nhiếp chính. Sau do sự tranh đoạt của Linh Nhân thái hậu mà bị bức chết, cùng 72 cung nữ khác.
4. Linh Từ quốc mẫu Trần Thị Dung- chính thất của Lý Huệ Tông. Bà nổi tiếng vì là mẹ của Lý Chiêu Hoàng và Hiển Từ Thuận Thiên hoàng hậu. Sau khi nhà Lý bị nhà Trần thay thế, Linh Từ quốc mẫu sau đó lấy Trần Thủ Độ - người được cho là đạo diễn lớn nhất diễn ra cuộc đổi ngôi giữa hai triều đại này.
5. Lý Chiêu Hoàng húy Thiên Hinh-chính thất đầu tiên của Trần Thái Tông, sau bị phế. Bà nổi tiếng vì là Nữ hoàng đế duy nhất trong lịch sử Việt Nam.
6. Hiển Từ Thuận Thiên hoàng hậu Lý Ngọc Oanh - kế thất của Trần Thái Tông. Bà là chị ruột của Lý Thiên Hinh, sinh mẫu của Trần Quốc Khang, Trần Thánh Tông và Trần Quang Khải. Bà giữ vai trò quan trọng khiến hai nhà Lý-Trần có mối liên kết vĩnh cữu, khi sinh ra người thừa kế mang cả hai dòng máu này, tức Trần Thánh Tông.
7. Hiến Từ Tuyên Thánh hoàng hậu Trần thị- chính thất của Trần Minh Tông. Là con gái của Huệ Vũ đại vương Trần Quốc Chẩn, bà nổi tiếng như là một Hoàng hậu đức độ và là biểu tượng hiền hậu của nhà Trần. Về sau bà đóng vai trò quan trọng trong việc đưa Dương Nhật Lễ kế vị, và bản thân bà cũng bị Dương Nhật Lễ ám hại không lâu sau đó.
8. Lê Thần Tông Trịnh hoàng hậu húy Ngọc Trúc- chính thất của Lê Thần Tông. Đương thời bà nổi danh với phẩm hạnh và học vấn uyên thâm, truyền thuyết kể rằng bà còn là bạn thơ của Nữ trạng nguyên Nguyễn Thị Duệ.
9. Bắc Cung hoàng hậu Lê Ngọc Hân - trắc thất của Quang Trung Đế Nguyễn Huệ. Vốn là công chúa nhà Lê trung hưng, con gái Lê Hiển Tông. Nổi tiếng với cuộc hôn nhân chính trị, Lê Ngọc Hân thường được nhắc đến trong rất nhiều truyền thuyết xoay quanh về Nguyễn Huệ.
10. Thừa Thiên Cao Hoàng hậu Tống Thị Lan - chính thất của Hoàng đế Gia Long, Sinh mẫu của Anh Duệ Hoàng thái tử Nguyễn Phúc Cảnh. Hoàng hậu đầu tiên của triều Nguyễn, Thừa Thiên Cao Hoàng hậu nổi danh với vị thế vợ cả của Hoàng đế Gia Long, và cũng là Hoàng hậu duy nhất của triều Nguyễn được "song táng" cùng Hoàng đế trong hoàng lăng, vì các Hoàng hậu (do truy phong) khác đều được chôn ở mộ phần riêng so với Hoàng đế.
11. Lệ Thiên Anh hoàng hậu Võ Thị Duyên- chính thất của Hoàng đế Tự Đức. Bà được tôn làm [Khiêm Hoàng hậu] do di chiếu, trở thành một trong ba vị Hoàng hậu "chính danh" hiếm hoi của nhà Nguyễn.
12. Nam Phương Hoàng hậu Nguyễn Hữu Thị Lan- chính thất của Hoàng đế Bảo Đại. Bà là Hoàng hậu cuối cùng của nhà Nguyễn, và cũng là Hoàng hậu cuối cùng của nền quân chủ chuyên chế trong lịch sử Việt Nam.

### Nhật Bản
1. Thần Công Hoàng hậu - Hoàng hậu theo thần thoại của Thiên hoàng Trọng Ai. Bà nổi tiếng vì là người đã giữ nhiệm vụ nhiếp chính và lãnh đạo thực tế của Nhật Bản từ khi chồng bà chết năm 201, mãi cho đến khi con trai bà Thiên hoàng Ứng Thần lên ngôi năm 269. Trong thời kì trước của Nhật Bản, nhiều nhận định bà là Nữ Thiên hoàng đầu tiên, nhưng thực tế không ai xác định được sự hiện hữu thực tế của bà.
2. Ōtomo no Koteko - Hoàng hậu của Thiên hoàng Sùng Tuấn. Trong lịch sử nhiều năm của hoàng thất Nhật Bản, bà là [Hoàng hậu] được công nhận đầu tiên. Theo Nhật Bản thư kỷ, bà có liên quan đến cái chết của chồng mình, liên quan đến một chuỗi sự kiện ám sát chủ mưu bởi Soga no Umako.
3. Thiên hoàng Thôi Cổ - em gái đồng thời là Hoàng hậu của Thiên hoàng Mẫn Đạt. Xuất thân hoàng tộc Nhật Bản, là con gái Thiên hoàng Khâm Minh, bà trở thành Hoàng hậu của Mẫn Đạt, đồng thời về sau cũng trở thành Thiên Hoàng sau khi Mẫn Đạt qua đời. Với sự lên ngôi này, bà chính thức trở thành Nữ Thiên hoàng đầu tiên trong lịch sử Nhật Bản.
4. Thiên hoàng Hoàng Cực - Hoàng hậu của Thiên hoàng Thư Minh, về sau trở thành Nữ Thiên hoàng thứ 2 trong lịch sử. Triều đại của bà bị gián đoạn do chính biến cung đình của Thiên hoàng Thiên Trí.
5. Thiên hoàng Trì Thống - cháu gái và cũng là Hoàng hậu của Thiên hoàng Thiên Vũ, về sau trở thành Nữ Thiên hoàng thứ 3 trong lịch sử. Bà là vị Thái thượng Thiên hoàng là nữ giới đầu tiên, đồng thời là vị Hoàng hậu cuối cùng của lịch sử Nhật Bản được lên ngôi Thiên hoàng.
6. Tōchi - Hoàng hậu của Thiên hoàng Hoằng Văn, con gái của Thiên hoàng Thiên Vũ. Cuộc đời bi kịch khi phải chứng kiến chính cha ruột của bà ra tay giết chồng mà không làm gì được.
7. Quang Minh Hoàng hậu - Hoàng hậu của Thiên hoàng Thánh Vũ, vị Hoàng hậu đầu tiên của dòng họ quyền lực Fujiwara - gia tộc nắm quyền cai trị thực tế của Nhật Bản trong nhiều thế kỉ vào thời Asuka, thời Nara và thời Heian. Cha bà là Fujiwara no Fuhito, một trong những quyền thần đương thời của Nhật Bản, và là một trong những người đặt nền móng cho gia tộc Fujiwara.
8. Fujiwara no Shōshi - Hoàng hậu của Thiên hoàng Nhất Điều. Mẹ của Thiên hoàng Hậu Nhất Điều và Thiên hoàng Hậu Chu Tước. Xuất thân từ gia tộc danh giá Fujiwara, bà là con gái lớn nhất của Fujiwara no Michinaga. Sự kiện đáng nhớ nhất về bà chính là việc bà đã được hầu cận bởi Murasaki Shikibu - nữ danh sĩ của Nhật Bản.
9. Fujiwara no Nariko - Hoàng hậu của Thiên hoàng Điểu Vũ, đồng thời là mẹ của Thiên hoàng Cận Vệ. Từ vị Nữ ngự, Nariko nhanh chóng chiếm được sự sủng ái của Pháp hoàng Điểu Vũ, và điều này khiến bà tham gia vào đấu tranh chính trị đương thời, khi đưa con trai duy nhất trở thành Thiên hoàng.
10. Taira no Tokuko - Hoàng hậu của Thiên hoàng Cao Thương, con gái của Taira no Kiyomori. Bà nổi tiếng vì là người sống sót duy nhất của gia tộc Taira sau trận chiến lịch sử trứ danh của Nhật Bản, Trận Dan no Ura.
11. Tokugawa Masako - Hoàng hậu của Thiên hoàng Hậu Thủy Vĩ và là mẹ của Thiên hoàng Minh Chính. Bà xuất thân từ gia tộc Tokugawa quyền lực của Nhật Bản, với tư cách là con gái của Tokugawa Hidetada, và cũng là Hoàng hậu Nhật Bản duy nhất mang họ Tokugawa. Việc kết hôn của bà giúp hoàng thất và Mạc phủ tạo một liên hệ, giúp hoàng thất gỡ được vấn đề tài chính đang thiếu thốn, cũng như khoảng cách nhạy cảm của Mạc phủ với hoàng gia.
12. Ichijō Masako - Hoàng hậu của Thiên hoàng Minh Trị. Được biết đến với tôn hiệu [Chiêu Hiến Hoàng thái hậu] dưới thời Thiên hoàng Đại Chính.

### Đại Hàn
1. Minh Thành Thái hoàng hậu - vốn là Vương phi của Triều Tiên Cao Tông khi còn là Quốc vương của Triều Tiên. Bà được biết đến như một người phụ nữ thông tuệ trong vương thất Lý thị, sự cứng rắn của bà đối với chính quyền Nhật Bản đã dẫn đến cuộc ám sát đẫm máu của bà. Dù chưa từng là Hoàng hậu, song người Hàn Quốc vẫn tôn xưng bà với thụy hiệu này như một sự tôn sùng.
2. Thuần Trinh Hiếu hoàng hậu - Hoàng hậu của Triều Tiên Thuần Tông. Sở dĩ bà được danh xưng Hoàng hậu thay vì Vương phi như những chánh thất của các vua Triều Tiên trước, vì Thuần Tông và Cao Tông xưng Hoàng đế, các vị vua trước chỉ xưng Vương. Bà kế thừa vị trí Trung điện từ Hoàng hậu Minh Thành Hoàng hậu, nhưng lại là người phụ nữ đầu tiên (và duy nhất) ở Hàn Quốc hưởng lễ nghi của một Hoàng hậu.